# Liste der Wahlkreise in Indien

Die 543 Wahlkreise für die Lok Sabha in den Grenzen, wie sie seit der Wahl 2009 Gültigkeit haben.
Reservierte Wahlkreise:

Der folgende Artikel enthält eine in einzelne Abschnitte gegliederte Liste der Wahlkreise in Indien wie sie aktuell bei Wahlen in Indien zur Lok Sabha (dem gesamtindischen Parlament) sowie zu den Regionalparlamenten (Vidhan Sabhas) der indischen Bundesstaaten und Unionsterritorien zur Anwendung kommen.
Auf der Basis der Volkszählung von 2001 waren im Jahr 2002 durch die Delimitation Commission of India (indische Abgrenzungskommission) neue Wahlkreisgrenzen für die meisten Bundesstaaten und Unionsterritorien erarbeitet worden. Ausgenommen von der Neufestsetzung waren die 6 Bundesstaaten Arunachal Pradesh, Assam, Nagaland, Manipur, Jharkhand und Jammu und Kashmir, wo die vorherigen Wahlkreisgrenzen bestehen blieben (siehe dazu Delimitation Commission of India#Neue Wahlkreisgrenzen ab 2008). Diese Wahlkreisgrenzen traten am 19. Februar 2008 in Kraft und werden voraussichtlich bis mindestens zum Jahr 2026 unverändert bleiben. Änderungen könnten sich allerdings ergeben, wenn neue Bundesstaaten geschaffen werden. Die Wahlkreisgrenzen wurden so zugeschnitten, dass sie die Grenzen der Bundesstaaten nicht überschritten. Die im Folgenden verwendete Zählung folgt der offiziellen Zählung der Indischen Wahlkommission (Election Commission of India). Die Wahlkreise zur Lok Sabha und die zu den Regionalparlamenten sind dabei in jedem Bundesstaat und Unionsterritorium mit „1“ beginnend durchnummeriert. 
Die Wahlkreise zu den jeweiligen Regionalparlamenten wurden jeweils als Teilmengen der Lok Sabha-Wahlkreise gebildet. Zum Beispiel zerfällt im Bundesstaat Westbengalen jeder Lok Sabha-Wahlkreis in sieben Wahlkreise für das Parlament von Westbengalen. Da Westbengalen 42 Wahlkreise für die Lok Sabha hat, gibt es dementsprechend 7 × 42 = 294 Wahlkreise für das Parlament Westbengalens. Durch die indische Verfassung ist festgelegt, dass das Parlament eines Bundesstaates mindestens 60 Mitglieder haben muss. Das hat zur Folge, dass bei kleinen Bundesstaaten mit nur einem oder zwei Lok Sabha-Wahlkreisen diese in viele Wahlkreise für das Regionalparlament aufgeteilt werden müssen. Die kleinen Bundesstaaten Sikkim, Goa und Mizoram wurden durch einen Act of Parliament von dieser Minimalregelung ausgenommen und haben weniger als 60 Wahlkreise zu ihren Parlamenten.
Eine Besonderheit des indischen Wahlrechtes ist, dass einzelne Wahlkreise für die sogenannten Scheduled Tribes (ST) bzw. Scheduled Castes (SC) reserviert sind. Damit soll eine angemessene Repräsentation von Minderheiten bzw. unterprivilegierten gesellschaftlichen Gruppen gewährleistet werden. Bei der Wahl im Jahr 2014 waren von den 543 Wahlkreisen 79 für ST und 41 für SC reserviert.
Im Folgenden sind zur besseren Unterscheidung die Wahlkreise zur Lok Sabha jeweils groß geschrieben und die Wahlkreise zu den Regionalparlamenten in normaler Schreibweise aufgeführt.

## Übersicht
| Bundesstaat/Unionsterritorium            | Zahl der Lok Sabha-Wahlkreise | Zahl der Lok Sabha-Wahlkreise        | Zahl der Lok Sabha-Wahlkreise        | Zahl der Wahlkreise zum Parlament des Bundesstaats/Unionsterritoriums | Zahl der Wahlkreise zum Parlament des Bundesstaats/Unionsterritoriums | Zahl der Wahlkreise zum Parlament des Bundesstaats/Unionsterritoriums |
| Bundesstaat/Unionsterritorium            | gesamt                        | reserviert für scheduled castes (SC) | reserviert für scheduled tribes (ST) | gesamt                                                                | reserviert für scheduled castes (SC)                                  | reserviert für scheduled tribes (ST)                                  |
| ---------------------------------------- | ----------------------------- | ------------------------------------ | ------------------------------------ | --------------------------------------------------------------------- | --------------------------------------------------------------------- | --------------------------------------------------------------------- |
| Andhra Pradesh (vor dem 2. Juni 2014)    | 42                            | 7                                    | 3                                    | 294                                                                   | 48                                                                    | 19                                                                    |
| Andhra Pradesh (ab dem 2. Juni 2014)     | 25                            | 3                                    | 1                                    | 175                                                                   | 29                                                                    | 7                                                                     |
| Arunachal Pradesh                        | 2                             | 0                                    | 0                                    | 60                                                                    | 1                                                                     | 59                                                                    |
| Assam                                    | 14                            | 1                                    | 2                                    | 126                                                                   | 8                                                                     | 16                                                                    |
| Bihar                                    | 40                            | 6                                    | 0                                    | 243                                                                   | 32                                                                    | 2                                                                     |
| Chhattisgarh                             | 11                            | 1                                    | 4                                    | 90                                                                    | 10                                                                    | 29                                                                    |
| Goa                                      | 2                             | 0                                    | 0                                    | 40                                                                    | 1                                                                     | 0                                                                     |
| Gujarat                                  | 26                            | 2                                    | 4                                    | 182                                                                   | 13                                                                    | 27                                                                    |
| Haryana                                  | 10                            | 2                                    | 0                                    | 90                                                                    | 17                                                                    | 0                                                                     |
| Himachal Pradesh                         | 4                             | 1                                    | 0                                    | 68                                                                    | 18                                                                    | 3                                                                     |
| Jammu und Kashmir                        | 5                             | 0                                    | 0                                    | 83                                                                    | 9                                                                     | 0                                                                     |
| Jharkhand                                | 14                            | 1                                    | 5                                    | 81                                                                    | 9                                                                     | 28                                                                    |
| Karnataka                                | 28                            | 5                                    | 2                                    | 224                                                                   | 36                                                                    | 15                                                                    |
| Kerala                                   | 20                            | 2                                    | 0                                    | 140                                                                   | 14                                                                    | 2                                                                     |
| Ladakh                                   | 1                             | 0                                    | 0                                    | 4                                                                     | 0                                                                     | 0                                                                     |
| Madhya Pradesh                           | 29                            | 4                                    | 6                                    | 230                                                                   | 35                                                                    | 40                                                                    |
| Maharashtra                              | 48                            | 5                                    | 4                                    | 288                                                                   | 29                                                                    | 25                                                                    |
| Manipur                                  | 2                             | 0                                    | 1                                    | 60                                                                    | 1                                                                     | 19                                                                    |
| Meghalaya                                | 2                             | 0                                    | 2                                    | 60                                                                    | 0                                                                     | 5                                                                     |
| Mizoram                                  | 1                             | 0                                    | 1                                    | 40                                                                    | 0                                                                     | 39                                                                    |
| Nagaland                                 | 1                             | 0                                    | 0                                    | 60                                                                    | 0                                                                     | 56                                                                    |
| Odisha                                   | 21                            | 3                                    | 5                                    | 147                                                                   | 24                                                                    | 33                                                                    |
| Punjab                                   | 13                            | 4                                    | 0                                    | 117                                                                   | 34                                                                    | 0                                                                     |
| Rajasthan                                | 25                            | 4                                    | 3                                    | 200                                                                   | 34                                                                    | 25                                                                    |
| Sikkim                                   | 1                             | 0                                    | 0                                    | 31                                                                    | 2                                                                     | 12                                                                    |
| Tamil Nadu                               | 39                            | 7                                    | 0                                    | 234                                                                   | 44                                                                    | 2                                                                     |
| Telangana (ab dem 2. Juni 2014)          | 17                            | 3                                    | 2                                    | 119                                                                   | 19                                                                    | 12                                                                    |
| Tripura                                  | 2                             | 0                                    | 1                                    | 60                                                                    | 10                                                                    | 19                                                                    |
| Uttar Pradesh                            | 80                            | 17                                   | 0                                    | 403                                                                   | 85                                                                    | 0                                                                     |
| Uttarakhand                              | 5                             | 1                                    | 0                                    | 70                                                                    | 13                                                                    | 2                                                                     |
| Westbengalen                             | 42                            | 10                                   | 2                                    | 294                                                                   | 68                                                                    | 16                                                                    |
| Andamanen und Nikobaren                  | 1                             | 0                                    | 0                                    | –                                                                     | –                                                                     | –                                                                     |
| Chandigarh                               | 1                             | 0                                    | 0                                    | –                                                                     | –                                                                     | –                                                                     |
| Dadra und Nagar Haveli und Daman und Diu | 2                             | 0                                    | 1                                    | –                                                                     | –                                                                     | –                                                                     |
| Lakshadweep                              | 1                             | 0                                    | 1                                    | –                                                                     | –                                                                     | –                                                                     |
| Delhi                                    | 7                             | 1                                    | 0                                    | 70                                                                    | 12                                                                    | 0                                                                     |
| Puducherry                               | 1                             | 0                                    | 0                                    | 30                                                                    | 5                                                                     | 0                                                                     |

## Andamanen und Nikobaren
Das Unionsterritorium der Andamanen und Nikobaren bildet einen einzigen Wahlkreis für die Lok Sabha. Das Unionsterritorium hat kein eigenes Parlament, die Regierungsgewalt übt ein Vizegouverneur aus.

## Andhra Pradesh

### Andhra Pradesh vor der Abtrennung Telanganas

Die 42 Lok Sabha-Wahlkreise in Andhra Pradesh bis zum 2. Juni 2014

Die 294 Wahlkreise zum Parlament von Andhra Pradesh ab dem 2. Juni 2014

Am 2. Juni 2014 wurde Telangana, das bisher zu Andhra Pradesh gehörte, zu einem eigenen Bundesstaat. Im Folgenden sind die Wahlkreise von Andhra Pradesh mit Telangana (d. h. vor dem 2. Juni 2014) aufgelistet. Andhra Pradesh zerfiel in 42 Lok Sabha-Wahlkreise. Jeder Lok Sabha-Wahlkreis war in 7 Wahlkreise für die gesetzgebende Versammlung Andhra Pradeshs aufgeteilt, so dass diese insgesamt 294 Abgeordnete zählte
| Lok Sabha-Wahlkreis  | Wahlkreise zum Parlament von Andhra Pradesh |
| -------------------- | --- |
| 1-ADILABAD (ST)      | 1-Sirpur, 5-Asifabad (ST), 6-Khanapur (ST), 7-Adilabad, 8-Boath (ST), 9-Nirmal, 10-Mudhole                                                       |
| 2-PEDDAPALLE (SC)    | 2-Chennur (SC), 3-Bellampalli (SC), 4-Mancherial, 22-Dharmapuri (SC), 23-Ramagundam, 24-Manthani, 25-Peddapalle                                  |
| 3-KARIMNAGAR         | 26-Karimnagar, 27-Choppadandi (SC), 28-Vemulawada, 29-Sircilla, 30-Manakondur (SC), 31-Huzurabad, 32-Husnabad                                    |
| 4-NIZAMABAD          | 11-Armur, 12-Bodhan, 17-Nizamabad (Urban), 18-Nizamabad (Rural), 19-Balkonda, 20-Koratla, 21-Jagtial                                             |
| 5-ZAHIRABAD          | 13-Jukkal (SC), 14-Banswada, 15-Yellareddy, 16-Kamareddy, 35-Narayankhed, 36-Andole (SC), 38-Zahirabad (SC)                                      |
| 6-MEDAK              | 33-Siddipet, 34-Medak, 37-Narsapur, 39-Sangareddy, 40-Patancheru, 41-Dubbak, 42-Gajwel                                                           |
| 7-MALKAJGIRI         | 43-Medchal, 44-Malkajgiri, 45-Qutbullapur, 46-Kukatpalle, 47-Uppal, 49-Lal Bahadur Nagar, 71-Secunderabad Cantt. (SC)                            |
| 8-SECUNDERABAD       | 57-Musheerabad, 59-Amberpet, 60-Khairatabad, 61-Jubilee Hills, 62-Sanathnagar, 63-Nampally, 70-Secunderabad                                      |
| 9-HYDERABAD          | 58-Malakpet, 64-Karwan, 65-Goshamahal, 66-Charminar, 67-Chandrayangutta, 68-Yakutpura, 69-Bahadurpura                                            |
| 10-CHEVELLA          | 50-Maheswaram, 51-Rajendranagar, 52-Serilingampally, 53-Chevella (SC), 54-Pargi, 55-Vicarabad (SC), 56-Tandur                                    |
| 11-MAHBUBNAGAR       | 72-Kodangal, 73-Narayanpet, 74-Mahbubnagar, 75-Jadcherla, 76-Devarkadra, 77-Makthal, 84-Shadnagar                                                |
| 12-NAGARKURNOOL (SC) | 78-Wanaparthy, 79-Gadwal, 80-Alampur (SC), 81-Nagarkurnool, 82-Achampet (SC), 83-Kalwakurthy, 85-Kollapur                                        |
| 13-NALGONDA          | 86-Devarakonda (ST), 87-Nagarjuna Sagar, 88-Miryalaguda, 89-Huzurnagar, 90-Kodad, 91-Suryapet, 92-Nalgonda                                       |
| 14-BHONGIR           | 48-Ibrahimpatnam, 93-Munugode, 94-Bhongir, 95-Nakrekal (SC), 96-Thungathurthi (SC), 97-Alair, 98-Jangaon                                         |
| 15-WARANGAL (SC)     | 99-Ghanpur (Station) (SC), 100-Palakurthi, 104-Parkal, 105-Warangal West, 106-Warangal East, 107-Wardhannapet (SC), 108-Bhupalpalle              |
| 16-MAHABUBABAD (ST)  | 101-Dornakal (ST), 102-Mahabubabad (ST), 103-Narsampet, 109-Mulug (ST), 110-Pinapaka (ST), 111-Yellandu (ST), 119-Bhadrachalam (ST)              |
| 17-KHAMMAM           | 112-Khammam, 113-Palair, 114-Madhira (SC), 115-Wyra (ST), 116-Sathupalle (SC), 117-Kothagudem, 118-Aswaraopeta (ST)                              |
| 18-ARAKU (ST)        | 129-Palakonda (ST), 130-Kurupam (ST), 131-Parvathipuram (SC), 132-Salur (ST), 147-Araku Valley (ST), 148-Paderu (ST), 172-Rampachodovaram (ST)   |
| 19-SRIKAKULAM        | 120-Ichchapuram, 121-Palasa, 122-Tekkali, 123-Pathapatnam, 124-Srikakulam, 125-Amadalavalasa, 127-Narasannapeta                                  |
| 20-VIZIANAGARAM      | 126-Etcherla, 128-Rajam (SC), 133-Bobbili, 134-Cheepurupalli, 135-Gajapathinagaram, 136-Nellimarla, 137-Vizianagaram                             |
| 21-VISAKHAPATNAM     | 138-Srungavarapukota, 139-Bhimli, 140-Visakhapatnam East, 141-Visakhapatnam South, 142-Visakhapatnam North, 143-Visakhapatnam West, 144-Gajuwaka |
| 22-ANAKAPALLE        | 145-Chodavaram, 146-Madugula, 149-Anakapalle, 150-Pendurthi, 151-Yelamanchili, 152-Payakaraopet (SC), 153-Narsipatnam                            |
| 23-KAKINADA          | 154-Tuni, 155-Prathipadu, 156-Pithapuram, 157-Kakinada Rural, 158-Peddapuram, 160-Kakinada City, 171-Jaggampeta                                  |
| 24-AMALAPURAM (SC)   | 161-Ramachandrapuram, 162-Mummidivaram, 163-Amalapuram (SC), 164-Razole (SC), 165-Gannavaram (SC), 166-Kothapeta, 167-Mandapeta                  |
| 25-RAJAHMUNDRY       | 159-Anaparthy, 168-Rajanagaram, 169-Rajahmundry City, 170-Rajahmundry Rural, 173-Kovvur (SC), 174-Nidadavole, 185-Gopalapuram (SC)               |
| 26-NARSAPURAM        | 175-Achanta, 176-Palacole, 177-Narsapuram, 178-Bhimavaram, 179-Undi, 180-Tanuku, 181-Tadepalligudem                                              |
| 27-ELURU             | 182-Unguturu, 183-Denduluru, 184-Eluru, 186-Polavaram (ST), 187-Chintalapudi (SC), 189-Nuzvid, 192-Kaikalur                                      |
| 28-MACHILIPATNAM     | 190-Gannavaram, 191-Gudivada, 193-Pedana, 194-Machilipatnam, 195-Avanigadda, 196-Pamarru (SC), 197-Penamaluru                                    |
| 29-VIJAYAWADA        | 188-Tiruvuru (SC), 198-Vijayawada West, 199-Vijayawada Central, 200-Vijayawada East, 201-Mylavaram, 202-Nandigama (SC), 203-Jaggayyapeta         |
| 30-GUNTUR            | 205-Tadikonda (SC), 206-Mangalagiri, 207-Ponnuru, 210-Tenali, 212-Prathipadu (SC), 213-Guntur West, 214-Guntur East                              |
| 31-NARASARAOPET      | 204-Pedakurapadu, 215-Chilakaluripet, 216-Narasaraopet, 217-Sattenapalli, 218-Vinukonda, 219-Gurajala, 220-Macherla                              |
| 32-BAPATLA (SC)      | 208-Vemuru (SC), 209-Repalle, 211-Bapatla, 223-Parchur, 224-Addanki, 225-Chirala, 226-Santhanuthalapadu (SC)                                     |
| 33-ONGOLE            | 221-Yerragondapalem (SC), 222-Darsi, 227-Ongole, 229-Kondapi (SC), 230-Markapuram, 231-Giddalur, 232-Kanigiri                                    |
| 34-NANDYAL           | 253-Allagadda, 254-Srisailam, 255-Nandikotkur (SC), 257-Panyam, 258-Nandyal, 259-Banaganapalle, 260-Dhone                                        |
| 35-KURNOOL           | 256-Kurnool, 261-Pattikonda, 262-Kodumur (SC), 263-Yemmiganur, 264-Mantralayam, 265-Adoni, 266-Alur                                              |
| 36-ANANTAPUR         | 267-Rayadurg, 268-Uravakonda, 269-Guntakal, 270-Tadpatri, 271-Singanamala (SC), 272-Anantapur Urban, 273-Kalyandurg                              |
| 37-HINDUPUR          | 274-Raptadu, 275-Madakasira (SC), 276-Hindupur, 277-Penukonda, 278-Puttaparthi, 279-Dharmavaram, 280-Kadiri                                      |
| 38-KADAPA            | 243-Badvel (SC), 245-Kadapa, 248-Pulivendla, 249-Kamalapuram, 250-Jammalamadugu, 251-Proddatur, 252-Mydukur                                      |
| 39-NELLORE           | 228-Kandukur, 233-Kavali, 234-Atmakur, 235-Kovur, 236-Nellore City, 237-Nellore Rural, 242-Udayagiri                                             |
| 40-TIRUPATI (SC)     | 238-Sarvepalli, 239-Gudur (SC), 240-Sullurpeta (SC), 241-Venkatagiri, 286-Tirupati, 287-Srikalahasti, 288-Satyavedu (SC)                         |
| 41-RAJAMPET          | 244-Rajampet, 246-Kodur (SC), 247-Rayachoti, 281-Thamballapalle, 282-Pileru, 283-Madanapalle, 284-Punganur                                       |
| 42-CHITTOOR (SC)     | 285-Chandragiri, 289-Nagari, 290-Gangadhara Nellore (SC), 291-Chittoor, 292-Puthalapattu (SC), 293-Palamaner, 294-Kuppam                         |

### Andhra Pradesh nach der Abtrennung Telanganas

Lok Sabha-Wahlkreise in Andhra Pradesh nach dem 2. Juni 2014

Die 175 Wahlkreise zum Parlament von Andhra Pradesh nach dem 2. Juni 2014

Die Wahlkreise wurden nach der Teilung des Bundesstaats 2014 zunächst einfach weitergeführt. Dies war möglich, weil die Teilung entlang der Wahlkreisgrenzen erfolgte. Demnach hatte das verkleinerte Andhra Pradesh 25 Wahlkreise für die Lok Sabha (entsprechend den oben aufgeführten Wahlkreisen 18 bis 42) und 175 Wahlkreise für das bundesstaatliche Parlament. Nach dem Andhra Pradesh Reorganisation Act 2014, dem Gesetz, das die Abtrennung Telanganas von Andhra Pradesh regelte, ist vorgesehen, dass eine Neuabgrenzung der Wahlkreise zum Parlament von Andhra Pradesh erfolgen soll.
Die Zahl der Wahlkreise zum Parlament von Andhra Pradesh soll dadurch von 175 auf 225 erhöht werden. Diese Neuabgrenzung ist bisher nicht erfolgt, da hierfür umfangreiche Gesetzesänderungen, unter anderem eine Verfassungsänderung notwendig wären. Im November 2016 dämpfte ein Sprecher des indischen Innenministeriums Hoffnungen auf eine baldige Erhöhung der Zahl der Wahlkreise. Eine parlamentarische Mehrheit für eine derartige Verfassungsänderung sei derzeit nicht vorhanden.
Durch eine Grenzkorrektur zu Telangana im Juli 2014 am Unterlauf des Godavari gewannen die Lok-Sabha-Wahlkreise 1-ARAKU und die Vidhan-Sabha-Wahlkreise 53-Rampachodovaram sowie 67-Polavaram an Fläche hinzu.
| Lok Sabha-Wahlkreis | Wahlkreise zum Parlament von Andhra Pradesh                                                                                               |
| ------------------- | --- |
| 1-ARAKU (ST)        | 10-Palakonda (ST), 11-Kurupam (ST), 12-Parvathipuram (SC), 13-Salur (ST), 28-Araku Valley (ST), 29-Paderu (ST), 53-Rampachodovaram (ST)   |
| 2-SRIKAKULAM        | 1-Ichchapuram, 2-Palasa, 3-Tekkali, 4-Pathapatnam, 5-Srikakulam, 6-Amadalavalasa, 8-Narasannapeta                                         |
| 3-VIZIANAGARAM      | 7-Etcherla, 9-Rajam (SC), 14-Bobbili, 15-Cheepurupalli, 16-Gajapathinagaram, 17-Nellimarla, 18-Vizianagaram                               |
| 4-VISAKHAPATNAM     | 19-Srungavarapukota, 20-Bhimli, 21-Visakhapatnam East, 22-Visakhapatnam South, 23-Visakhapatnam North, 24-Visakhapatnam West, 25-Gajuwaka |
| 5-ANAKAPALLE        | 26-Chodavaram, 27-Madugula, 30-Anakapalle, 31-Pendurthi, 32-Yelamanchili, 33-Payakaraopet (SC), 34-Narsipatnam                            |
| 6-KAKINADA          | 35-Tuni, 36-Prathipadu, 37-Pithapuram, 38-Kakinada Rural, 39-Peddapuram, 41-Kakinada City, 52-Jaggampeta                                  |
| 7-AMALAPURAM (SC)   | 42-Ramachandrapuram, 43-Mummidivaram, 44-Amalapuram (SC), 45-Razole (SC), 46-Gannavaram (SC), 47-Kothapeta, 48-Mandapeta                  |
| 8-RAJAHMUNDRY       | 40-Anaparthy, 49-Rajanagaram, 50-Rajahmundry City, 51-Rajahmundry Rural, 54-Kovvur (SC), 55-Nidadavole, 66-Gopalapuram (SC)               |
| 9-NARSAPURAM        | 56-Achanta, 57-Palacole, 58-Narsapuram, 59-Bhimavaram, 60-Undi, 61-Tanuku, 62-Tadepalligudem                                              |
| 10-ELURU            | 63-Unguturu, 64-Denduluru, 65-Eluru, 67-Polavaram (ST), 68-Chintalapudi (SC), 70-Nuzvid, 73-Kaikalur                                      |
| 11-MACHILIPATNAM    | 71-Gannavaram, 72-Gudivada, 74-Pedana, 75-Machilipatnam, 76-Avanigadda, 77-Pamarru (SC), 78-Penamaluru                                    |
| 12-VIJAYAWADA       | 69-Tiruvuru (SC), 79-Vijayawada West, 80-Vijayawada Central, 81-Vijayawada East, 82-Mylavaram, 83-Nandigama (SC), 84-Jaggayyapeta         |
| 13-GUNTUR           | 86-Tadikonda (SC), 87-Mangalagiri, 88-Ponnuru, 91-Tenali, 93-Prathipadu (SC), 94-Guntur West, 95-Guntur East                              |
| 14-NARASARAOPET     | 85-Pedakurapadu, 96-Chilakaluripet, 97-Narasaraopet, 98-Sattenapalli, 99-Vinukonda, 100-Gurajala, 101-Macherla                            |
| 15-BAPATLA (SC)     | 89-Vemuru (SC), 90-Repalle, 92-Bapatla, 104-Parchur, 105-Addanki, 106-Chirala, 107-Santhanuthalapadu (SC)                                 |
| 16-ONGOLE           | 102-Yerragondapalem (SC), 103-Darsi, 108-Ongole, 110-Kondapi (SC), 111-Markapuram, 112-Giddalur, 113-Kanigiri                             |
| 17-NANDYAL          | 134-Allagadda, 135-Srisailam, 136-Nandikotkur (SC), 138-Panyam, 139-Nandyal, 140-Banaganapalle, 141-Dhone                                 |
| 18-KURNOOL          | 137-Kurnool, 142-Pattikonda, 143-Kodumur (SC), 144-Yemmiganur, 145-Mantralayam, 146-Adoni, 147-Alur                                       |
| 19-ANANTAPUR        | 148-Rayadurg, 149-Uravakonda, 150-Guntakal, 151-Tadpatri, 152-Singanamala (SC), 153-Anantapur Urban, 154-Kalyandurg                       |
| 20-HINDUPUR         | 155-Raptadu, 156-Madakasira (SC), 157-Hindupur, 158-Penukonda, 159-Puttaparthi, 160-Dharmavaram, 161-Kadiri                               |
| 21-KADAPA           | 124-Badvel (SC), 126-Kadapa, 129-Pulivendla, 130-Kamalapuram, 131-Jammalamadugu, 132-Proddatur, 133-Mydukur                               |
| 22-NELLORE          | 109-Kandukur, 114-Kavali, 115-Atmakur, 116-Kovur, 117-Nellore City, 118-Nellore Rural, 123-Udayagiri                                      |
| 23-TIRUPATI (SC)    | 119-Sarvepalli, 120-Gudur (SC), 121-Sullurpeta (SC), 122-Venkatagiri, 167-Tirupati, 168-Srikalahasti, 169-Satyavedu (SC)                  |
| 24-RAJAMPET         | 125-Rajampet, 127-Kodur (SC), 128-Rayachoti, 162-Thamballapalle, 163-Pileru, 164-Madanapalle, 165-Punganur                                |
| 25-CHITTOOR (SC)    | 166-Chandragiri, 170-Nagari, 171-Gangadhara Nellore (SC), 172-Chittoor, 173-Puthalapattu (SC), 174-Palamaner, 175-Kuppam                  |

## Arunachal Pradesh

Die beiden Lok Sabha-Wahlkreise in Arunachal Pradesh

Die 60 Wahlkreise zum Parlament von Arunachal Pradesh:

Arunachal Pradesh hat zwei Lok Sabha-Wahlkreise, wovon der erste (Arunachal West) in 33 Wahlkreise für die Vidhan Sabha von Arunachal Pradesh aufgeteilt ist und der zweite (Arunachal East) in 27 Wahlkreise (zusammen 60 Wahlkreise). Von diesen 60 Wahlkreisen sind 59 für scheduled tribes reserviert.
| Lok Sabha-Wahlkreis | Wahlkreise zum Parlament von Arunachal Pradesh |
| ------------------- | --- |
| 1-ARUNACHAL WEST    | 1-Lumla (ST), 2-Tawang (ST), 3-Mukto (ST), 4-Dirang (ST), 5-Kalaktang (ST), 6-Thrizino-Buragaon (ST), 7-Bomdila (ST), 8-Bameng (ST), 9-Chayangtajo (ST), 10-Seppa East (ST), 11-Seppa West (ST), 12-Pakke-Kasang (ST), 13-Itanagar (ST), 14-Doimukh (ST), 15-Sagalee (ST), 16-Yachuli (ST), 17-Ziro-Hapoli (ST), 18-Palin (ST), 19-Nyapin (ST), 20-Tali (ST), 21-Koloriang (ST), 22-Nacho (ST), 23-Taliha (ST), 24-Daporijo (ST), 25-Raga (ST), 26-Damporijo (ST), 27-Liromoba (ST), 28-Likabali (ST), 29-Basar (ST), 30-Along West (ST), 31-Along East (ST), 32-Rumgong (ST), 33-Mechuka (ST) |
| 2 ARUNACHAL EAST    | 34-Tuting-Yingkiong (ST), 35-Pangin (ST), 36-Nari-Koyu (ST), 37-Pasighat West (ST), 38-Pasighat East (ST), 39-Mebo (ST), 40-Mariyang-Geku (ST), 41-Anini (ST), 42-Dambuk (ST), 43-Roing (ST), 44-Tezu (ST), 45-Hayuliang (ST), 46-Chowkham (ST), 47-Namsai (ST), 48-Lekang (ST), 49-Bordumsa-Diyum, 50-Miao (ST), 51-Nampong (ST), 52-Changlang South (ST), 53-Changlang North (ST), 54-Namsang (ST), 55-Khonsa East (ST), 56-Khonsa West (ST), 57-Borduria-Bagapani (ST), 58-Kanubari (ST), 59-Longding-Pumao (ST), 60-Pongchou-Wakka (ST).                                                   |

## Assam

Die 14 Lok Sabha-Wahlkreise in Assam

Die 126 Wahlkreise zum Parlament von Assam:

Assam umfasst 14 Lok Sabha-Wahlkreise von denen ein Wahlkreis für scheduled castes und zwei für scheduled tribes reserviert sind. Jeder Lok Sabha-Wahlkreis ist in 9 Wahlkreise für das Parlament von Assam aufgeteilt.
| Lok Sabha-Wahlkreis        | Wahlkreise zum Parlament von Assam |
| -------------------------- | --- |
| 1-KARIMGANJ (SC)           | 1-Ratabari (SC), 2-Patharkandi, 3-Karimganj North, 4-Karimganj South, 5-Badarpur, 6-Hailakandi, 7-Katlicherra, 8-Algapur                                          |
| 2-SILCHAR                  | 9-Silchar, 10-Sonai, 11-Dholai(SC), 12-Udharbond, 13-Lakhipur, 14-Barkhola, 15-Katigora                                                                           |
| 3-AUTONOMOUS DISTRICT (ST) | 16-Haflong (ST), 17-Bokajan(ST), 18-Howraghat (ST), 19-Diphu (ST), 20-Baithalangso (ST)                                                                           |
| 4-DHUBRI                   | 21-Mankachar, 22-Salmara South, 23-Dhubri, 24-Gauripur, 25-Golakganj, 26-Bilasipara West, 27-Bilasipara East, 37-Goalpara East, 38-Goalpara West, 39-Jaleswar     |
| 5-KOKRAJHAR (ST)           | 28-Gossaigaon, 29-Kokrajhar West (ST), 30-Kokrajhar East (ST), 31-Sidli (ST), 33-Bijni, 40-Sorbhog, 41-Bhabanipur, 58-Tamulpur, 62-Barama (ST), 63-Chapaguri (ST) |
| 6-BARPETA                  | 32-Bongaigaon, 34-Abhayapuri North, 35-Abhayapuri South (SC), 42-Patacharkuchi, 43-Barpeta, 44-Jania, 45-Baghbar, 46-Sarukhetri, 47-Chenga, 61-Dharmapur          |
| 7-GAUHATI                  | 36-Dudhnai (ST), 48~Boko (SC), 49-Chaygaon, 50-Palasbari, 51-Jalukbari, 52-Dispur, 53-Gauhati East, 54-Gauhati West, 55-Hajo, 60-Barkhetry                        |
| 8-MANGALDOI                | 56-Kamalpur, 57-Rangiya, 59-Nalbari, 64-Panery, 65-Kalaigaon, 66-Sipajhar, 67-Mangaldoi (SC), 68-Dalgaon, 69-Udalguri (ST), 70-Majbat                             |
| 9-TEZPUR                   | 71-Dhekiajuli, 72-Barchalla, 73-Tezpur, 74-Rangapara, 75-Sootea, 76-Biswanath, 77-Behali, 78-Gohpur, 109-Bihpuria                                                 |
| 10-NAWGONG                 | 79-Jagiroad (SC), 80-Marigaon, 81-Laharighat, 82-Raha (SC), 86-Nowgong, 87-Barhampur, 90-Jamunamukh, 91-Hojai, 92-Lumding                                         |
| 11-KALIABOR                | 83-Dhing, 84-Batadroba, 85-Rupohihat, 88-Samaguri, 89-Kaliabor, 93-Bokakhat, 94-Sarupathar, 95-Golaghat, 96-Khumtai, 97-Dergaon (SC)                              |
| 12-JORHAT                  | 98-Jorhat, 100-Titabar, 101-Mariani, 102-Teok, 103-Amguri, 104-Nazira, 105-Mahmara, 106-Sonari, 107-Thowra, 108-Sibsagar                                          |
| 13-DIBRUGARH               | 115-Moran, 116-Dibrugarh, 117-Lahowal, 118-Duliajan, 119-Tingkhong, 120-Nahar Katia, 122-Tinsukia 123-Digboi, 124-Margherita                                      |
| 14-LAKHIMPUR               | 99-Majuli (ST), 110-Naoboicha, 111-Lakhimpur, 112-Dhakuakhana (ST), 113-Dhemaji (ST), 114-Jonai (ST), 121-Chabua, 125-Doom Dooma, 126-Sadiya                      |

## Bihar

Die 40 Lok Sabha-Wahlkreise in Bihar:

Die 243 Wahlkreise für das Parlament von Bihar:

Bihar ist in 40 Lok Sabha-Wahlkreise unterteilt, wovon sechs scheduled castes vorbehalten sind. Jeder Wahlkreis ist wiederum in sechs Wahlkreise für das Parlament von Bihar unterteilt (insgesamt 243, davon 38 für scheduled castes, zwei für scheduled tribes). 
| Lok Sabha-Wahlkreis | Wahlkreise zum Parlament von Bihar                                                                                |
| ------------------- | --- |
| 1-VALMIKI NAGAR     | 1-Valmiki Nagar, 2-Ramnagar (SC), 3-Narkatiaganj, 4-Bagaha, 5-Lauriya, 9-Sikta                                    |
| 2-PASCHIM CHAMPARAN | 6-Nautan, 7-Chanpatia, 8-Bettiah, 10-Raxaul, 11-Sugauli, 12-Narkatia                                              |
| 3-PURVI CHAMPARAN   | 13-Harsidhi (SC), 14-Govindganj, 15-Kesaria, 16-Kalyanpur, 17-Pipra, 19-Motihari                                  |
| 4-SHEOHAR           | 18-Madhuban, 20-Chiraia, 21-Dhaka, 22-Sheohar, 23-Riga and 30-Belsand                                             |
| 5-SITAMARHI         | 24-Bathnaha(SC), 25-Parihar, 26-Sursand, 27-Bajpatti, 28-Sitamarhi, 29-Runnisaidpur                               |
| 6-MADHUBANI         | 31-Harlakhi, 32-Benipatti, 35-Bisfi, 36-Madhubani, 86-Keoti, 87-Jale                                              |
| 7-JHANJHARPUR       | 33-Khajauli, 34-Babubarhi, 37-Rajnagar (SC), 38-Jhanjharpur, 39-Phulparas, 40-Laukaha                             |
| 8-SUPAUL            | 41-Nirmali, 42-Pipra, 43-Supaul, 44-Triveniganj (SC), 45-Chhatapur, 72-Singheshwar (SC)                           |
| 9-ARARIA            | 46-Narpatganj, 47-Raniganj (SC), 48-Forbesganj, 49-Araria, 50-Jokhihat, 51-Sikti                                  |
| 10-KISHANGANJ       | 52-Bahadurganj, 53-Thakurganj, 54-Kishanganj, 55-Kochadhaman, 56-Amour, 57-Baisi                                  |
| 11-KATIHAR          | 63-Katihar, 64-Kadwa, 65-Balrampur, 66-Pranpur, 67-Manihari (ST), 68-Barari                                       |
| 12-PURNIA           | 58-Kasba, 59-Banmankhi (SC), 60-Rupauli, 61-Dhamdaha, 62-Purnia, 69-Korha (SC)                                    |
| 13-MADHEPURA        | 70-Alamnagar, 71-Bihariganj, 73-Madhepura, 74-Sonbarsha (SC), 75-Saharsa, 77-Mahishi                              |
| 14-DARBHANGA        | 79-Gaura Bauram, 80-Benipur, 81-Alinagar, 82-Darbhanga Rural, 83-Darbhanga, 85-Bahadurpur                         |
| 15-MUZAFFARPUR      | 88-Gaighat, 89-Aurai, 91-Bochahan (SC), 92-Sakra (SC), 93-Kurhani, 94-Muzaffarpur                                 |
| 16-VAISHALI         | 90-Minapur, 95-Kanti, 96-Baruraj, 97-Paroo, 98-Sahebganj, 125-Vaishali                                            |
| 17-GOPALGANJ (SC)   | 99-Baikunthpur, 100-Barauli, 101-Gopalganj, 102-Kuchaikote, 103-Bhore (SC), 104-Hathua                            |
| 18-SIWAN            | 105-Siwan, 106-Ziradei, 107-Darauli (SC), 108-Raghunathpur, 109-Daraunda, 110-Barharia                            |
| 19-MAHARAJGANJ      | 111-Goriyakothi, 112-Maharajganj, 113-Ekma, 114-Manjhi, 115-Baniapur, 116-Taraiya                                 |
| 20-SARAN            | 117-Marhaura, 118-Chapra, 119-Garkha (SC), 120-Amnour, 121-Parsa, 122-Sonepur                                     |
| 21-HAJIPUR (SC)     | 123-Hajipur, 124-Lalganj, 126-Mahua, 127-Raja Pakar (SC), 128-Raghopur, 129-Mahnar                                |
| 22-UJIARPUR         | 130-Patepur (SC), 134-Ujiarpur, 135-Morwa, 136-Sarairanjan, 137-Mohiuddinnagar, 138-Bibhutipur                    |
| 23-SAMASTIPUR (SC)  | 78-Kusheshwar Asthan (SC), 84-Hayaghat, 131-Kalyanpur (SC), 132-Warisnagar, 133-Samastipur, 139-Rosera (SC)       |
| 24-BEGUSARAI        | 141-Cheria Bariarpur, 142-Bachhwara, 143-Teghra, 144-Matihani, 145-Sahebpur Kamal, 146-Begusarai, 147-Bakhri (SC) |
| 25-KHAGARIA         | 76-Simri Bakhtiarpur, 140-Hasanpur, 148-Alauli (SC), 149-Khagaria, 150-Beldaur, 151-Parbatta                      |
| 26-BHAGALPUR        | 152-Bihpur, 153-Gopalpur, 154-Pirpainti (SC), 155-Kahalgaon, 156-Bhagalpur, 158-Nathnagar                         |
| 27-BANKA            | 157-Sultanganj, 159-Amarpur, 160-Dhoraiya (SC), 161-Banka, 162-Katoria (ST), 163-Belhar                           |
| 28-MUNGER           | 165-Munger, 166-Jamalpur, 167-Suryagarha, 168-Lakhisarai, 178-Mokama, 179-Barh                                    |
| 29-NALANDA          | 171-Asthawan, 172-Biharsharif, 173-Rajgir (SC), 174-Islampur, 175-Hilsa, 176-Nalanda, 177-Harnaut                 |
| 30-PATNA SAHIB      | 180-Bakhtiarpur, 181-Digha, 182-Bankipur, 183-Kumhrar, 184-Patna Sahib, 185-Fatuha                                |
| 31-PATALIPUTRA      | 186-Danapur, 187-Maner, 188-Phulwari (SC), 189-Masaurhi (SC), 190-Paliganj, 191-Bikram                            |
| 32-ARRAH            | 192-Sandesh, 193-Barhara, 194-Arrah, 195-Agiaon (SC), 196-Tarari, 197-Jagdishpur, 198-Shahpur                     |
| 33-BUXAR            | 199-Brahampur, 200-Buxar, 201-Dumraon, 202-Rajpur (SC), 203-Ramgarh, 210-Dinara                                   |
| 34-SASARAM (SC)     | 204-Mohania (SC), 205-Bhabua, 206-Chainpur, 207-Chenari (SC), 208-Sasaram, 209-Kargahar                           |
| 35-KARAKAT          | 211-Nokha, 212-Dehri, 213-Karakat, 219-Goh, 220-Obra, 221-Nabinagar                                               |
| 36-JAHANABAD        | 214-Arwal, 215-Kurtha, 216-Jahanabad, 217-Ghosi, 218-Makhdumpur (SC), 233-Atri                                    |
| 37-AURANGABAD       | 222-Kutumba (SC), 223-Aurangabad, 224-Rafiganj, 225-Gurua, 227-Imamganj (SC), 231-Tikari                          |
| 38-GAYA (SC)        | 226-Sherghati, 228-Barachatti (SC), 229-Bodh Gaya (SC), 230-Gaya Town, 232-Belaganj, 234-Wazirganj                |
| 39-NAWADA           | 170-Barbigha, 235-Rajauli (SC), 236-Hisua, 237-Nawada, 238-Gobindpur, 239-Warsaliganj                             |
| 40-JAMUI (SC)       | 164-Tarapur, 169-Sheikhpura, 240-Sikandra (SC), 241-Jamui, 242-Jhajha, 243-Chakai                                 |

## Chandigarh
Chandigarh, die gemeinsame Hauptstadt der benachbarten Bundesstaaten Punjab und Haryana, bildet als Unionsterritorium einen eigenen Lok Sabha-Wahlkreis. Die Stadt hat kein eigenes Regionalparlament.

## Chhattisgarh

Die 11 Lok Sabha-Wahlkreise in Chhattisgarh:

Die 90 Wahlkreise zum Parlament von Chhattisgarh:

Chhattisgarh zerfällt in 11 Lok Sabha-Wahlkreise, von denen vier für scheduled tribes und einer für scheduled castes reserviert sind. Jeder Lok Sabha-Wahlkreis bildet die Basis für acht Wahlkreise für das Regionalparlament, so dass sich hierfür 90 Wahlkreise ergeben (davon 29 für scheduled tribes, 10 für scheduled castes).
| Lok Sabha-Wahlkreis   | Wahlkreise zum Parlament von Chhattisgarh |
| --------------------- | --- |
| 1-SURGUJA (ST)        | 4-Premnagar, 5-Bhatgaon, 6-Pratappur (ST), 7-Ramanujganj (ST) 8-Samri (ST), 9-Lundra (ST), 10-Ambikapur, 11-Sitapur (ST)                                 |
| 2-RAIGARH (ST)        | 12-Jashpur (ST), 13-Kunkuri (ST), 14-Pathalgaon (ST), 15-Lailunga (ST), 16-Raigarh, 17-Sarangarh (SC), 18-Kharsia, 19-Dharamjaigarh (ST)                 |
| 3-JANJGIR-CHAMPA (SC) | 33-Akaltara, 34-Janjgir-Champa, 35-Sakti, 36-Chandrapur, 37-Jaijaipur, 38-Pamgarh (SC), 43-Bilaigarh (SC), 44-Kasdol                                     |
| 4-KORBA               | 1-Bharatpur-Sonhat (ST), 2-Manendragarh, 3-Baikunthpur, 20-Rampur (ST), 21-Korba, 22-Katghora, 23-Pali-Tanakhar (ST), 24-Marwahi (ST)                    |
| 5-BILASPUR            | 25-Kota, 26-Lormi, 27-Mungeli (SC), 28-Takhatpur, 29-Bilha, 30-Bilaspur, 31-Beltara, 32-Masturi (SC)                                                     |
| 6-RAJNANDGAON         | 71-Pandariya, 72-Kawardha, 73-Khairagarh, 74-Dongargarh (SC), 75-Rajnandgaon, 76-Dongargaon, 77-Khujji, 78-Mohla-Manpur (ST)                             |
| 7-DURG                | 62-Patan, 63-Durg-Rural, 64-Durg City, 65-Bhilai Nagar, 66-Vaishali Nagar, 67-Ahiwara (SC), 68-Saja, 69-Bemetara, 70-Nawagarh (SC)                       |
| 8-RAIPUR              | 45-Baloda Bazar, 46-Bhatapara, 47-Dharsiwa, 48-Raipur Rural, 49-Raipur City West, 50-Raipur City North, 51-Raipur City South, 52-Arang (SC), 53-Abhanpur |
| 9-MAHASAMUND          | 39-Saraipali (SC), 40-Basna 41-Khallari, 42-Mahasamund, 54-Rajim 55-Bindranawagarh (ST) 57-Kurud, 58-Dhamtari                                            |
| 10-BASTAR (ST)        | 83-Kondagaon (ST), 84-Narayanpur (ST), 85-Bastar (ST), 86-Jagdalpur, 87-Chitrakot (ST), 88-Dantewada (ST), 89-Bijapur (ST), 90-Konta (ST)                |
| 11-KANKER (ST)        | 56-Sihawa (ST), 59-Sanjari Balod, 60-Dondi Lohara (ST), 61-Gunderdehi, 79-Antagarh (ST), 80-Bhanupratappur (ST), 81-Kanker (ST), 82-Keshkal (ST)         |

## Dadra und Nagar Haveli und Daman und Diu
Bis zum 26. Januar 2020 waren  Dadra und Nagar Haveli sowie Daman und Diu separate Unionsterritorien, die jeweils einen Lok Sabha-Wahlkreis bildeten. Diese beiden Wahlkreise blieben nach der Zusammenlegung erhalten. Der Wahlkreis Dadra und Nagar Haveli ist für scheduled tribes vorgesehen.

## Delhi

Die 7 Lok Sabha-Wahlkreise in Delhi:

Die 70 Wahlkreise zum Parlament von Delhi:

Das Unionsterritorium Delhi ist in 7 Lok Sabha-Wahlkreise aufgeteilt. Einer davon (5-NORTH WEST DELHI) ist für scheduled castes reserviert. Jeder der Wahlkreise zerfällt in 10 Wahlkreise für das Regionalparlament. Von diesen insgesamt 70 Wahlkreisen sind 12 für scheduled castes vorgesehen.
| Lok Sabha-Wahlkreis     | Wahlkreise zum Parlament von Delhi |
| ----------------------- | --- |
| 1-CHANDNI CHOWK         | 4-Adarsh Nagar, 14-Shalimar Bagh, 15-Shakur Basti, 16-Tri Nagar, 17-Wazirpur, 18-Model Town, 19-Sadar Bazar, 20-Chandni Chowk, 21-Matia Mahal, 22-Ballimaran                   |
| 2-NORTH EAST DELHI      | 2-Burari, 3-Timarpur, 63-Seemapuri (SC), 64-Rohtas Nagar, 65-Seelam Pur, 66-Ghonda, 67-Babarpur, 68-Gokalpur (SC), 69-Mustafabad, 70-Karawal Nagar                             |
| 3-EAST DELHI            | 41-Jangpura, 54-Okhla, 55-Trilokpuri (SC), 56-Kondli (SC), 57-Patparganj, 58-Laxmi Nagar, 59-Vishwas Nagar, 60-Krishna Nagar, 61-Gandhi Nagar, 62-Shahdara-                    |
| 4-NEW DELHI             | 23-Karol Bagh (SC), 24-Patel Nagar (SC), 25-Moti Nagar, 38-Delhi Cantt, 39-Rajinder Nagar, 40-New Delhi, 42-Kasturba Nagar, 43-Malviya Nagar, 44-R K Puram, 50-Greater Kailash |
| 5-NORTH WEST DELHI (SC) | 1-Nerela, 5-Badli, 6-Rithala, 7-Bawana (SC), 8-Mundka, 9-Kirari, 10-Sultan Pur Majra (SC), 11-Nangloi Jat, 12-Mangol Puri (SC), 13-Rohini                                      |
| 6-WEST DELHI            | 26-Madipur (SC), 27-Rajouri Garden, 28-Hari Nagar, 29-Tilak Nagar, 30-Janakpuri, 31-Vikaspuri, 32-Uttam Nagar, 33-Dwarka, 34-Matiala, 35-Najafgarh                             |
| 7-SOUTH DELHI           | 36-Bijwasan, 37-Palam, 45-Mehrauli, 46-Chhatarpur, 47-Deoli (SC), 48-Ambedkar Nagar (SC), 49-Sangam Vihar, 51-Kalkaji, 52-Tughlakabad, 53-Badarpur                             |

## Goa

Die 2 Lok Sabha-Wahlkreise in Goa

Die 40 Wahlkreise zum Parlament von Goa:

Goa ist in 2 Lok Sabha-Wahlkreise aufgeteilt, die beide jeweils in 20 Wahlkreise für das Regionalparlament von Goa unterteilt sind. Von diesen ist ein Wahlkreis für scheduled castes reserviert.
| Lok Sabha-Wahlkreis | Wahlkreise zum Parlament von Goa |
| ------------------- | --- |
| 1-NORTH GOA         | 1-Mandrem, 2-Pernem (SC), 3-Bicholim, 4-Tivim, 5-Mapusa, 6-Siolim, 7-Saligao, 8-Calangute, 9-Porvorim, 10-Aldona, 11-Panaji, 12-Taleigao, 13-St. Cruz, 14-St. Andre, 15-Cumbarjua, 16-Mayem, 17-Sanquelim, 18-Poriem, 19-Valpoi, 20-Priol            |
| 2-SOUTH GOA         | 21-Ponda, 22-Shiroda, 23-Marcaim 24-Mormugao, 25-Vasco-Da-Gama, 26-Dabolim 27-Cortalim, 28-Nuvem, 29-Curtorim, 30-Fatorda, 31-Margao, 32-Benaulim, 33-Navelim, 34-Cuncolim, 35-Velim, 36-Quepem, 37-Curchorem, 38-Sanvordem, 39-Sanguem, 40-Canacona |

## Gujarat

Die 26 Lok Sabha-Wahlkreise in Gujarat:

Die 182 Wahlkreise zum Parlament von Gujarat:

Gujarat ist in 26 Lok Sabha-Wahlkreise aufgeteilt, von denen vier für scheduled tribes und zwei für scheduled castes vorgesehen sind. Jeder der 26 Wahlkreise zerfällt in sieben Wahlkreise für das Regionalparlament von Gujarat (insgesamt 182, davon 27 für scheduled tribes und 13 für scheduled castes).
| Lok Sabha-Wahlkreis    | Wahlkreise zum Parlament von Gujarat                                                                                          |
| ---------------------- | --- |
| 1-KACHCHH (SC)         | 1-Abdasa, 2-Mandvi, 3-Bhuj, 4-Anjar, 5-Gandhidham (SC), 6-Rapar, 65-Morbi                                                     |
| 2-BANASKANTHA          | 7-Vav, 8-Tharad, 9-Dhanera, 10-Danta (ST), 12-Palanpur, 13-Deesa, 14-Deodar                                                   |
| 3-PATAN                | 11-Vadgam (SC), 15-Kankrej, 16-Radhanpur, 17-Chanasma, 18-Patan, 19-Sidhpur, 20-Kheralu                                       |
| 4-MAHESANA             | 21-Unjha, 22-Visnagar, 23-Becharaji, 24-Kadi (SC), 25-Mahesana, 26-Vijapur, 37-Mansa                                          |
| 5-SABARKANTHA          | 27-Himatnagar, 28-Idar (SC), 29-Khedbrahma (ST), 30-Bhiloda (ST), 31-Modasa, 32-Bayad, 33-Prantij                             |
| 6-GANDHINAGAR          | 36-Gandhinagar North, 38-Kalol, 40-Sanand, 41-Ghatlodia, 42-Vejalpur, 45-Naranpura, 55-Sabarmati                              |
| 7-AHMEDABAD EAST       | 34-Dahegam, 35-Gandhinagar South, 43-Vatva, 46-Nikol, 47-Naroda, 48-Thakkarbapa Nagar, 49-Bapunagar                           |
| 8-AHMEDABAD WEST (SC)  | 44-Ellisbridge, 50-Amraiwadi, 51-Dariapur, 52-Jamalpur-Khadia, 53-Maninagar, 54-Danilimda (SC), 56-Asarwa (SC)                |
| 9-SURENDRANAGAR        | 39-Viramgam, 59-Dhandhuka, 60-Dasada (SC), 61-Limbdi, 62-Wadhwan, 63-Chotila, 64-Dhrangadhra                                  |
| 10-RAJKOT              | 66-Tankara, 67-Wankaner, 68-Rajkot East, 69-Rajkot West, 70-Rajkot South, 71-Rajkot Rural (SC), 72-Jasdan                     |
| 11-PORBANDAR           | 73-Gondal, 74-Jetpur, 75-Dhoraji, 83-Porbandar, 84-Kutiyana, 85-Manavadar, 88-Keshod                                          |
| 12-JAMNAGAR            | 76-Kalavad (SC), 77-Jamnagar Rural, 78-Jamnagar North, 79-Jamnagar South, 80-Jamjodhpur, 81-Khambhalia, 82-Dwarka             |
| 13-JUNAGADH            | 86-Junagadh, 87-Visavadar, 89-Mangrol, 90-Somnath, 91-Talala, 92-Kodinar (SC), 93-Una                                         |
| 14-AMRELI              | 94-Dhari, 95-Amreli, 96-Lathi, 97-Savarkundla, 98-Rajula, 99-Mahuva, 101-Gariadhar                                            |
| 15-BHAVNAGAR           | 100-Talaja, 102-Palitana, 103-Bhavnagar Rural, 104-Bhavnagar East, 105-Bhavnagar West, 106-Gadhada (SC), 107-Botad            |
| 16-ANAND               | 108-Khambhat, 109-Borsad, 110-Anklav, 111-Umreth, 112-Anand, 113-Petlad, 114-Sojitra                                          |
| 17-KHEDA               | 57-Daskroi, 58-Dholka, 115-Matar, 116-Nadiad, 117-Mehmedabad, 118-Mahudha, 120-Kapadvanj                                      |
| 18-PANCHMAHAL          | 119-Thasra, 121-Balasinor, 122-Lunawada, 124-Shehra, 125-Morva Hadaf (ST), 126-Godhra, 127-Kalol                              |
| 19-DAHOD (ST)          | 123-Santrampur (ST), 129-Fatepura (ST), 130-Jhalod (ST), 131-Limkheda (ST), 132-Dahod (ST), 133-Garbada (ST), 134-Devgadbaria |
| 20-VADODARA            | 135-Savli, 136-Vaghodia, 141-Vadodara City (SC), 142-Sayajigunj, 143-Akota, 144-Raopura, 145-Manjalpur                        |
| 21-CHHOTA UDAIPUR (ST) | 128-Halol, 137-Chhota Udaipur (ST), 138-Jetpur (ST), 139-Sankheda (ST), 140-Dabhoi, 146-Padra, 148-Nandod (ST)                |
| 22-BHARUCH             | 147-Karjan, 149-Dediapada (ST), 150-Jambusar, 151-Vagra, 152-Jhagadia (ST), 153-Bharuch, 154-Ankleshwar                       |
| 23-BARDOLI (ST)        | 156-Mangrol (ST), 157-Mandvi (ST), 158-Kamrej, 169-Bardoli (SC), 170-Mahuva (ST), 171-Vyara (ST), 172-Nizar (ST)              |
| 24-SURAT               | 155-Olpad, 159-Surat East, 160-Surat North, 161-Varachha Road, 162-Karanj, 166-Katargam, 167-Surat West                       |
| 25-NAVSARI             | 163-Limbayat, 164-Udhna, 165-Majura, 168-Choryasi, 174-Jalalpore, 175-Navsari, 176-Gandevi (ST)                               |
| 26-VALSAD (ST)         | 173-Dangs (ST), 177-Vansda (ST), 178-Dharampur (ST), 179-Valsad, 180-Pardi, 181-Kaprada (ST), 182-Umbergaon (ST)              |

## Haryana

Die 10 Lok Sabha-Wahlkreise in Haryana:

Die 90 Wahlkreise zum Parlament von Haryana:

Haryana zerfällt in 10 Lok Sabha-Wahlkreise (zwei davon für scheduled castes). Jeder Lok Sabha-Wahlkreis ist in neun Wahlkreise für das Regionalparlament von Haryana unterteilt (insgesamt 90 Wahlkreise, davon 17 für scheduled castes).
| Lok Sabha-Wahlkreis    | Wahlkreise zum Parlament von Haryana                                                                                             |
| ---------------------- | --- |
| 1-AMBALA (SC)          | 1-Kalka, 2-Panchkula, 3-Naraingarh, 4-Ambala Cantt., 5-Ambala City, 6-Mulana (SC), 7-Sadhaura (SC), 8-Jagadhri, 9-Yamunanagar    |
| 2-KURUKSHETRA          | 10-Radaur, 11-Ladwa, 12-Shahbad (SC), 13-Thanesar, 14-Pehowa, 15-Guhla (SC), 16-Kalayat, 17-Kaithal, 18-Pundri                   |
| 3-SIRSA (SC)           | 38-Narwana (SC), 39-Tohana, 40-Fatehabad, 41-Ratia (SC), 42-Kalanwali (SC), 43-Dabwali, 44-Rania, 45-Sirsa, 46-Ellenabad         |
| 4-HISAR                | 37-Uchana Kalan, 47-Adampur, 48-Uklana (SC), 49-Narnaund, 50-Hansi, 51-Barwala, 52-Hisar, 53-Nalwa, 59-Bawani Khera (SC)         |
| 5-KARNAL               | 19-Nilokheri (SC), 20-Indri, 21-Karnal, 22-Gharaunda, 23-Assandh, 24-Panipat Rural, 25-Panipat City, 26-Israna (SC), 27-Samalkha |
| 6-SONIPAT              | 28-Ganaur, 29-Rai, 30-Kharkhauda (SC), 31-Sonipat, 32-Gohana, 33-Baroda, 34-Julana, 35-Safidon, 36-Jind                          |
| 7-ROHTAK               | 60-Meham, 61-Garhi Sampla-Kiloi, 62-Rohtak, 63-Kalanaur (SC), 64-Bahadurgarh, 65-Badli, 66-Jhajjar (SC), 67-Beri, 73-Kosli       |
| 8-BHIWANI-MAHENDRAGARH | 54-Loharu, 55-Badhra, 56-Dadri, 57-Bhiwani, 58-Tosham, 68-Ateli, 69-Mahendragarh, 70-Narnaul, 71-Nangal Chaudhry                 |
| 9-GURGAON              | 72-Bawal (SC), 74-Rewari, 75-Pataudi (SC), 76-Badshahpur, 77-Gurgaon, 78-Sohna, 79-Nuh, 80-Ferozepur Jhirka, 81-Punahana         |
| 10-FARIDABAD           | 82-Hathin, 83-Hodal (SC), 84-Palwal, 85-Prithla, 86-Faridabad NIT, 87-Badkhal, 88-Ballabgarh, 89-Faridabad, 90-Tigaon            |

## Himachal Pradesh

Die 4 Lok Sabha-Wahlkreise in Himachal Pradesh:

Die 68 Wahlkreise zum Parlament von Himachal Pradesh:

Himachal Pradesh ist in vier Lok Sabha-Wahlkreise aufgeteilt (einer davon für scheduled castes). Jeder davon ist in 17 Wahlkreise für das Regionalparlament unterteilt (insgesamt 68 Wahlkreise, davon 18 für scheduled castes, 3 für scheduled tribes).
| Lok Sabha-Wahlkreis | Wahlkreise zum Parlament von Himachal Pradesh |
| ------------------- | --- |
| 1-KANGRA            | 1-Churah (SC), 3-Chamba, 4-Dalhousie, 5-Bhattiyat, 6-Nurpur, 7-Indora (SC), 8-Fatehpur, 9-Jawali, 12-Jawalamukhi, 13-Jaisinghpur (SC), 14-Sullah, 15-Nagrota, 16-Kangra, 17-Shahpur, 18-Dharamshala, 19-Palampur, 20-Baijnath (SC)                 |
| 2-MANDI             | 2-Bharmour (ST), 21-Lahaul Spiti (ST), 22-Manali, 23-Kullu, 24-Banjar, 25-Anni (SC), 26-Karsog (SC), 27-Sundernagar, 28-Nachan (SC), 29-Seraj, 30-Darang, 31-Jogindernagar, 33-Mandi, 34-Balh (SC), 35-Sarkaghat, 66-Rampur (SC), 68-Kinnaur (ST). |
| 3-HAMIRPUR          | 10-Dehra, 11-Jaswan-Pragpur, 32-Dharampur, 36-Bhoranj (SC), 37-Sujanpur, 38-Hamirpur, 39-Barsar, 40-Nadaun, 41-Chintpurni (SC), 42-Gagret, 43-Haroli, 44-Una, 45-Kutlehar, 46-Jhanduta (SC), 47-Ghumarwin, 48-Bilaspur, 49-Sri Naina Deviji.       |
| 4-SHIMLA (SC)       | 50-Arki, 51-Nalagarh, 52-Doon, 53-Solan (SC), 54-Kasauli (SC), 55-Pachhad (SC), 56-Nahan, 57-Sri Renukaji (SC), 58-Paonta Sahib, 59-Shillai, 60-Chopal, 61-Theog, 62-Kasumpti, 63-Shimla, 64-Shimla Rural, 65-Jubbal-Kotkhai, 67-Rohru (SC)        |

## Jammu und Kashmir

Die 5 Lok Sabha-Wahlkreise in Jammu und Kashmir und 1 in Ladakh. Der von Indien beanspruchte, aber nicht kontrollierte Teil von Kaschmir ist schraffiert dargestellt.

Die 83 Wahlkreise zum Parlament von Jammu und Kashmir sowie die 4 für Ladakh:

Jammu und Kashmir ist in fünf Lok Sabha-Wahlkreise aufgeteilt. Diese Wahlkreise umfassen 15, 21, 10, 17 und 20 Wahlkreise für das Regionalparlament von Jammu und Kashmir (insgesamt 83 Wahlkreise, davon 9 für scheduled castes). 
| Lok Sabha-Wahlkreis | Wahlkreise zum Parlament von Jammu und Kashmir |
| ------------------- | --- |
| 1-BARAMULLA         | 1-Karnah, 2-Kupwara, 3-Lolab, 4-Handwara, 5-Langate, 6-Uri, 7-Rafiabad, 8-Sopore, 9-Gurez, 10-Bandipora, 11-Sonawari, 12-Sangrama, 13-Baramulla, 14-Gulmarg, 15-Pattan |
| 2-SRINAGAR          | 16-Kangan, 17-Ganderbal, 18-Hazratbal, 19-Zadibal, 20-Idgah, 21-Khanyar, 22-Habbakadal, 23-Amirakadal, 24-Sonawar, 25-Batamaloo, 26-Chadoora, 27-Badgam, 28-Beerwah, 29-Khansahib, 30-Chrar-I-Sharief, 31-Tral, 32-Pampore, 33-Pulwama, 34-Rajpora, 35-Wachi, 36-Shopian                     |
| 3-ANANTNAG          | 37-Noorabad, 38-Kulgam, 39-Home-shalibugh, 40-Anantnag, 41-Devsar, 42-Doru, 43-Kokernag, 44-Shangus, 45-Bijbehara, 46-Pahalgam |
| 5-UDHAMPUR          | 51-Kishtwar, 52-Inderwal, 53-Doda, 54-Bhaderwah, 55-Ramban (SC), 56-Banihal, 57-Gulabgarh, 58-Reasi, 59-Gool Arnas, 60-Udhampur, 61-Chenani (SC), 62-Ramnagar, 63-Bani, 64-Basohli, 65-Kathua, 66-Billawar, 67-Hiranagar (SC)                                                                |
| 6-JAMMU             | 68-Samba (SC), 69-Vijaypur, 70-Nagrota, 71-Gandhinagar, 72-Jammu East, 73-Jammu West, 74-Bishnah, 75-R. S. Pura (SC), 76-Suehetgarh, 77-Marh, 78-Raipur Domana (SC), 79-Akhnoor, 80-Chhamb (SC), 81-Nowshara, 82-Darhal, 83-Rajouri, 84-Kalakote, 85-Surankote, 86-Mendhar, 87-Poonch Haveli |

## Jharkhand

Die 13 Lok Sabha-Wahlkreise in Jharkhand:

Die 81 Wahlkreise zum Parlament von Jharkhand:

Jharkhand ist in 11 Lok Sabha-Wahlkreise aufgeteilt, von denen vier für scheduled tribes und einer für scheduled castes reserviert sind. Jeder der 11 Wahlkreise ist in sechs Wahlkreise für das Regionalparlament von Jharkhand unterteilt. Von diesen insgesamt 81 Wahlkreisen sind 28 für scheduled tribes und 9 für scheduled castes reserviert.
| Lok Sabha-Wahlkreis | Wahlkreise zum Parlament von Jharkhand                                                                                 |
| ------------------- | --- |
| 1-RAJMAHAL (ST)     | 1-Rajmahal, 2-Boiro (ST), 3-Barhait (ST), 4-Litipara (ST), 5-Pakaur, 6-Maheshpur (ST)                                  |
| 2-DUMKA (ST)        | 7-Skiaripara (ST), 8-Nala, 9-Jamtara, 14-Sarath, 10-Dumka (ST), 11-Jama (ST)                                           |
| 3-GODDA             | 13-Madhupur, 15-Deoghar (SC), 12-Jarmundi, 16-Poreyahat, 17-Godda, 18-Mahagama                                         |
| 4-CHATRA            | 27-Chatra (SC), 26-Simaria (SC), 74-Latehar (SC), 75-Panki, 73-Manika (ST)                                             |
| 5-KODARMA           | 19-Kodarma, 20-Barkatha, 28-Dhanwar, 29-Bagodar, 30-Jamua (SC), 31-Gandey                                              |
| 6-GIRIDIH           | 32-Giridih, 33-Dumri, 34-Gomia, 35-Bermo, 42-Tundi, 43-Baghmara                                                        |
| 7-DHANBAD           | 36-Bokaro, 38-Sindri, 39-Nirsa, 40-Dhanbad, 41-Jharia, 37-Chandankiyari (SC)                                           |
| 8-RANCHI            | 50-Ichagarh, 61-Silli, 62-Khijri (ST), 63-Ranchi, 64-Hatia, 65-Kanke (SC)                                              |
| 9-JAMSHEDPUR        | 41-Bahragora, 45-Ghatsila (ST), 46-Potka, 47-Jugsalai (SC), 48-Jamshedpur-East, 49-Jamshedpur-West                     |
| 10-SINGHBHUM (ST)   | 51-Seraikela (ST), 52-Chaibasa (ST), 53-Majhgaon (ST), 54-Jaganathpur (ST), 55-Manoharpur (ST), 56-Chakaradharpur (ST) |
| 11-KHUNTI (ST)      | 57-Kharsawan (ST), 58-Tamar (ST), 59-Torpa (ST), 60-Khunti (ST), 71-Kolebira (ST), 70-Simdega (ST)                     |
| 12-LOHARDAGA (ST)   | 66-Mandar (ST), 67-Sisai (ST), 68-Gumla (ST), 69-Bishunpur (ST), 72-Lohardagga (ST)                                    |
| 13-PALAMU (SC)      | 76-Daltonganj, 80-Garhwa, 81-Bhawanathpur, 77-Bishrampur, 78-Chhatarpur (SC), 79-Hussainabad                           |
| 14-HAZARIBAGH       | 21-Barhi, 22-Barkagaon, 23-Ramgarh, 24-Mandu, 25-Hazaribagh                                                            |

## Karnataka

Die 28 Lok Sabha-Wahlkreise in Karnataka:

Die 224 Wahlkreise zum Parlament von Karnataka:

Karnataka ist in 28 Lok Sabha-Wahlkreise aufgeteilt (fünf für scheduled castes, zwei für scheduled tribes). Jeder Lok Sabha-Wahlkreis ist in acht Wahlkreise für das Regionalparlament von Karnataka unterteilt (224 Wahlkreise, davon 36 für scheduled castes, 15 für scheduled tribes).
| Lok Sabha-Wahlkreis    | Wahlkreise zum Parlament von Karnataka |
| ---------------------- | --- |
| 1-CHIKKODI             | 1-Nippani, 2-Chikkodi-Sadalga, 3-Athni, 4-Kagawad, 5-Kudachi (SC), 6-Raybag (SC), 7-Hukeri, 10-Yemkanmardi (ST)                                             |
| 2-BELGAUM              | 8-Arabhavi, 9-Gokak, 11-Belgaum Uttar, 12-Belgaum Dakshin, 13-Belgaum Rural, 16-Bailhongal, 17-Saundatti Yellamma, 18-Ramdurg.                              |
| 3-BAGALKOT             | 19-Mudhol (SC), 20-Terdal, 21-Jamkhandi, 22-Bilgi, 23-Badami, 24-Bagalkot, 25-Hungund, 68-Nargund.                                                          |
| 4-BIJAPUR (SC)         | 26-Muddebihal, 27-Devar Hippargi, 28-Basavana Bagevadi, 29-Babaleshwar, 30-Bijapur City, 31-Nagthan (SC), 32-Indi, 33-Sindgi.                               |
| 5-GULBARGA (SC)        | 34-Afzalpur, 35-Jewargi, 39-Gurmitkal, 40-Chittapur (SC), 41-Sedam, 43-Gulbarga Rural (SC), 44-Gulbarga Dakshin, 45-Gulbarga Uttar                          |
| 6-RAICHUR (ST)         | 36-Shorapur (ST), 37-Shahapur, 38-Yadgir, 53-Raichur Rural (ST), 54-Raichur, 55-Manvi (ST), 56-Devadurga (ST), 57-Lingsugur (SC)                            |
| 7-BIDAR                | 42-Chincholi (SC), 46-Aland, 47-Basavakalyan, 48-Humnabad, 49-Bidar South, 50-Bidar, 51-Bhalki, 52-Aurad (SC)                                               |
| 8-KOPPAL               | 58-Sindhanur, 59-Maski (ST), 60-Kushtagi, 61-Kanakagiri (SC), 62-Gangawati, 63-Yelburga, 64-Koppal, 92-Siruguppa (ST)                                       |
| 9-BELLARY (ST)         | 88-Hadagalli (SC), 89-Hagaribommanahalli (SC), 90-Vijayanagara, 91-Kampli (ST), 93-Bellary (ST), 94-Bellary City, 95-Sandur (ST), 96-Kudligi (ST)           |
| 10-HAVERI              | 65-Shirahatti (SC), 66-Gadag, 67-Ron, 82-Hangal, 84-Haveri (SC), 85-Byadgi, 86-Hirekerur, 87-Ranibennur                                                     |
| 11-DHARWAD             | 69-Navalgund, 70-Kundgol, 71-Dharwad, 72-Hubli-Dharwad-East (SC), 73-Hubli-Dharwad-Central, 74-Hubli-Dharwad-West, 75-Kalghatgi, 83-Shiggaon                |
| 12-UTTARA KANNADA      | 14-Khanapur, 15-Kittur, 76-Haliyal, 77-Karwar, 78-Kumta, 79-Bhatkal, 80-Sirsi, 81-Yellapur                                                                  |
| 13-DAVANAGERE          | 103-Jagalur (ST), 104-Harapanahalli, 105-Harihar, 106-Davanagere North, 107-Davanagere South, 108-Mayakonda (SC), 109-Channagiri, 110-Honnali               |
| 14-SHIMOGA             | 111-Shimoga Rural (SC), 112-Bhadravati, 113-Shimoga, 114-Tirthahalli, 115-Shikaripur, 116-Sorab, 117-Sagar, 118-Byndoor                                     |
| 15-UDUPI CHIKMAGALUR   | 119-Kundapura, 120-Udupi, 121-Kapu, 122-Karkal, 123-Sringeri, 124-Mudigere (SC), 125-Chikmagalur, 126-Tarikere                                              |
| 16-HASSAN              | 127-Kadur, 193-Shravanabelagola, 194-Arsikere, 195-Belur, 196-Hassan, 197-Holenarasipur, 198-Arkalgud, 199-Sakleshpur (SC)                                  |
| 17-DAKSHINA KANNADA    | 200-Belthangady, 201-Moodabidri, 202-Mangalore City North, 203-Mangalore City South, 204-Mangalore, 205-Bantval, 206-Puttur, 207-Sullia (SC)                |
| 18-CHITRADURGA (SC)    | 97-Molakalmuru (ST), 98-Challakere (ST), 99-Chitradurga, 100-Hiriyur, 101-Hosadurga, 102-Holalkere (SC), 136-Sira, 137-Pavagada (SC)                        |
| 19-TUMKUR              | 128-Chikkanayakanahalli, 129-Tiptur, 130-Turuvekere, 132-Tumkur City, 133-Tumkur Rural, 134-Koratagere (SC), 135-Gubbi, 138-Madhugiri                       |
| 20-MANDYA              | 186-Malavalli (SC), 187-Maddur, 188-Melukote, 189-Mandya, 190-Srirangapatna, 191-Nagamangala, 192-Krishnarajpet, 211-Krishnarajanagara                      |
| 21-MYSORE              | 208-Madikeri, 209-Virajpet, 210-Piriyapatna, 212-Hunsur, 215-Chamundeshwari, 216-Krishnaraja, 217-Chamaraja, 218-Narasimharaja                              |
| 22-CHAMARAJANAGAR (SC) | 213-Heggadadevankote (ST), 214-Nanjangud (SC), 219-Varuna, 220-T.Narasipur (SC), 221-Hanur, 222-Kollegal (SC), 223-Chamarajanagar, 224-Gundlupet            |
| 23-BANGALORE RURAL     | 131-Kunigal, 154-Rajarajeshwarinagar, 176-Bangalore South, 177-Anekal (SC), 182-Magadi, 183-Ramanagaram, 184-Kanakapura, 185-Channapatna                    |
| 24-BANGALORE NORTH     | 151-K.R.Pura, 152-Byatarayanapura, 153-Yeshvanthapura, 155-Dasarahalli, 156-Mahalakshmi Layout, 157-Malleshwaram, 158-Hebbal, 159-Pulakeshinagar (SC)       |
| 25-BANGALORE CENTRAL   | 160-Sarvagnanagar, 161-C.V. Raman Nagar (SC), 162-Shivajinagar, 163-Shanti Nagar, 164-Gandhi Nagar, 165-Rajaji Nagar, 168-Chamrajpet, 174-Mahadevapura (SC) |
| 26-BANGALORE SOUTH     | 166-Govindraj Nagar, 167-Vijay Nagar, 169-Chickpet, 170-Basavanagudi, 171-Padmanaba Nagar, 172-B.T.M. Layout, 173-Jayanagar, 175-Bommanahalli               |
| 27-CHIKKBALLAPUR       | 139-Gauribidanur, 140-Bagepalli, 141-Chikkballapur, 150-Yelahanka, 178-Hosakote, 179-Devanahalli (SC), 180-Doddaballapur, 181-Nelamangala (SC)              |
| 28-KOLAR (SC)          | 142-Sidlaghatta, 143-Chintamani, 144-Srinivaspur, 145-Mulbagal (SC), 146-Kolar Gold Field (SC), 147-Bangarapet (SC), 148-Kolar, 149-Malur                   |

## Kerala

Die 20 Lok Sabha-Wahlkreise in Kerala:

Kerala ist in 20 Lok Sabha-Wahlkreise aufgeteilt (zwei davon für scheduled castes). Jeder Lok Sabha-Wahlkreis zerfällt in sieben Wahlkreise für das Regionalparlament (140 Wahlkreise, davon 14 für scheduled castes, 2 für scheduled tribes).

Die 140 Wahlkreise zum Parlament von Kerala:

| Lok Sabha-Wahlkreis   | Wahlkreise zum Parlament von Kerala                                                                                         |
| --------------------- | --- |
| 1-KASARAGOD           | 1-Manjeshwar, 2-Kasaragod, 3-Udma, 4-Kanhangad, 5-Trikaripur, 6-Payyannur, 7-Kalliasseri                                    |
| 2-KANNUR              | 8-Taliparamba, 9-Irikkur, 10-Azhikode, 11-Kannur, 12-Dharmadam, 15-Mattannur, 16-Peravoor                                   |
| 3-VADAKARA            | 13-Thalassery, 14-Kuthuparamba, 20-Vadakara, 21-Kuttiadi, 22-Nadapuram, 23-Quilandy, 24-Perambra                            |
| 4-WAYANAD             | 17-Mananthavady (ST), 18-Sulthanbathery (ST) 19-Kalpetta, 32-Thiruvambadi, 34-Ernad 35-Nilambur, 36-Wandoor (SC)            |
| 5-KOZHIKODE           | 25-Balusseri (SC), 26-Elathur, 27-Kozhikode North, 28-Kozhikode South, 29-Beypore, 30-Kunnamangalam, 31-Koduvally           |
| 6-MALAPPURAM          | 33-Kondotty, 37-Manjeri, 38-Perinthalmanna, 39-Mankada, 40-Malappuram, 41-Vengara, 42-Vallikkunnu                           |
| 7-PONNANI             | 43-Tirurangadi, 44-Tanur, 45-Tirur, 46-Kottakkal, 47-Thavanur, 48-Ponnani, 49-Thrithala                                     |
| 8-PALAKKAD            | 50-Pattambi, 51-Shoranur, 52-Ottappalam, 53-Kongad (SC), 54-Mannarkkad, 55-Malampuzha, 56-Palakkad                          |
| 9-ALATHUR (SC)        | 57-Tarur (SC), 58-Chittur, 59-Nemmara, 60-Alathur, 61-Chelakkara (SC), 62-Kunnamkulam, 65-Wadakkanchery                     |
| 10-THRISSUR           | 63-Guruvayoor, 64-Manalur, 66-Ollur, 67-Thrissur, 68-Nattika(SC), 70-Irinjalakuda, 71-Pudukkad                              |
| 11-CHALAKUDY          | 69-Kaipamangalam, 72-Chalakudy, 73-Kodungallur, 74-Perumbavoor, 75-Angamaly, 76-Aluva, 84-Kunnathunad (SC)                  |
| 12-ERNAKULAM          | 77-Kalamassery, 78-Paravur, 79-Vypeen, 80-Kochi, 81-Tripunithura, 82-Ernakulam, 83-Thrikkakara                              |
| 13-IDUKKI             | 86-Muvattupuzha, 87-Kothamangalam, 88-Devikulam (SC), 89-Udumbanchola 90-Thodupuzha, 91-Idukki, 92-Peerumade                |
| 14-KOTTAYAM           | 85-Piravom, 93-Pala, 94-Kaduthuruthy 95-,Vaikom (SC), 96-Ettumanoor, 97-Kottayam, 98-Puthuppally                            |
| 15-ALAPPUZHA          | 102-Aroor, 103-Cherthala, 104-Alappuzha 105-Ambalappuzha, 107-Haripad, 108-Kayamkulam, 116-Karunagappally                   |
| 16-MAVELIKKARA (SC)   | 99-Changanassery, 106-Kuttanad, 109-Mavelikkara (SC) 110-Chengannur, 118-Kunnathur (SC), 119-Kottarakkara, 120-Pathanapuram |
| 17-PATHANAMTHITTA     | 100-Kanjirappally, 101-Poonjar, 111-Thiruvalla, 112-Ranni, 113-Aranmula, 114-Konni, 115-Adoor (SC)                          |
| 18-KOLLAM             | 117-Chavara, 121-Punalur, 122-Chadayamangalam 123-Kundara, 124-Kollam, 125-Eravipuram, 126-Chathannoor                      |
| 19-ATTINGAL           | 127-Varkala, 128-Attingal (SC), 129-Chirayinkeezhu (SC), 130-Nedumangad, 131-Vamanapuram, 136-Aruvikkara, 138-Kattakkada    |
| 20-THIRUVANANTHAPURAM | 132-Kazhakkoottam, 133-Vattiyoorkavu, 134-Thiruvanantha-puram, 135-Nemom, 137-Parassala, 139-Kovalam, 140-Neyyattinkara     |

## Ladakh

Die 5 Lok Sabha-Wahlkreise in Jammu und Kashmir und 1 in Ladakh. Der von Indien beanspruchte, aber nicht kontrollierte Teil von Kaschmir ist schraffiert dargestellt.

Die 4 Wahlkreise zum Parlament von Ladakh und die 83 für Jammu und Kashmir:

Ladakh besteht aus einem Lok Sabha-Wahlkreis mit vier Wahlkreisen für das Regionalparlament. 
| Lok Sabha-Wahlkreis | Wahlkreise zum Parlament von Ladakh     |
| ------------------- | --------------------------------------- |
| 4-LADAKH            | 47-Nobra, 48-Leh, 49-Kargil, 50-Zanskar |

## Lakshadweep
Lakshadweep bildet als Inselgruppe und Unionsterritorium einen geografisch definierten Wahlkreis. Der eine Wahlkreis ist für scheduled tribes reserviert. Die Inseln haben kein eigenes Parlament.

## Madhya Pradesh

Die 29 Lok Sabha-Wahlkreise in Madhya Pradesh:

Die 230 Wahlkreise zum Parlament von Madhya Pradesh:

Madhya Pradesh ist in 29 Lok Sabha-Wahlkreise aufgeteilt (vier für scheduled castes, sechs für scheduled tribes). Jeder Lok Sabha-Wahlkreis ist in acht Wahlkreise für das Regionalparlament von Madhya Pradesh unterteilt, mit zwei Ausnahmen: die Wahlkreise 9 und 16 haben nur 7 Wahlkreise. Insgesamt ergeben sich 230 Wahlkreise für das Regionalparlament, davon 35 für scheduled castes, 47 für scheduled tribes.
| Lok Sabha-Wahlkreis | Wahlkreise zum Parlament von Madhya Pradesh |
| ------------------- | --- |
| 1-MORENA            | 1-Sheopur, 2-Vijaypur, 3-Sabalgarh, 4-Joura, 5-Sumawali, 6-Morena, 7-Dimani, 8-Ambah (SC)                                                          |
| 2-BHIND (SC)        | 9-Ater, 10-Bhind, 11-Lahar, 12-Mehgaon, 13-Gohad (SC), 20-Sewda, 21-Bhander (SC), 22-Datia                                                         |
| 3-GWALIOR           | 14-Gwalior Rural, 15-Gwalior, 16-Gwalior East, 17-Gwalior South, 18-Bhitarwar, 19-Dabra (SC), 23-Karera (SC), 24-Pohari                            |
| 4-GUNA              | 25-Shivpuri, 26-Pichhore, 27-Kolaras, 28-Bamori, 29-Guna (SC), 32-Ashok Nagar (SC), 33-Chanderi, 34-Mungaoli                                       |
| 5-SAGAR             | 35-Bina (SC), 36-Khurai, 37-Surkhi, 40-Naryoli (SC), 41-Sagar, 146-Kurwai (SC), 147-Sironj, 148-Shamshabad                                         |
| 6-TIKAMGARH (SC)    | 43-Tikamgarh, 44-Jatara (SC), 45-Prithvipur, 46-Niwari, 47-Khargapur, 48-Maharajpur, 51-Chhatarpur, 52-Bijawar                                     |
| 7-DAMOH             | 38-Deori, 39-Rehli, 42-Banda, 53-Malhara, 54-Pathariya, 55-Damoh, 56-Jabera, 57-Hatta (SC)                                                         |
| 8-KHAJURAHO         | 49-Chandla (SC), 50-Rajnagar, 58-Pawai, 59-Gunnaor (SC), 60-Panna, 92-Vijayraghavgarh, 93-Murwara, 94-Bahoriband                                   |
| 9-SATNA             | 61-Chitrakoot, 62-Raigaon (SC), 63-Satna, 64-Nagod, 65-Maihar, 66-Amarpatan, 67-Rampur-Baghelan                                                    |
| 10-REWA             | 68-Sirmour, 69-Semariya, 70-Teonthar, 71-Mauganj, 72-Deotalab, 73-Mangawan (SC), 74-Rewa, 75-Gurh                                                  |
| 11-SIDHI            | 76-Churhat, 77-Sidhi, 78-Sihawal, 79-Chitrangi (ST), 80-Singrauli, 81-Devsar (SC), 82-Dhauhani (ST), 83-Beohari (ST)                               |
| 12-SHAHDOL (ST)     | 84-Jaisingnagar (ST), 85-Jaitpur(ST), 86-Kotma, 87-Anuppur (ST), 88-Pushprajgarh (ST), 89-Bandhavgarh (ST), 90-Manpur (ST), 91-Barwara (ST)        |
| 13-JABALPUR         | 95-Patan, 96-Bargi, 97-Jabalpur Purba (SC), 98-Jabalpur Uttar, 99-Jabalpur Cantt, 100-Jabalpur Paschim, 101-Panagar, 102-Sihora (ST)               |
| 14-MANDLA (ST)      | 103-Shahpura (ST), 104-Dindori (ST), 105-Bichhiya (ST), 106-Niwas (ST), 107-Mandla (ST), 116-Keolari, 117-Lakhnadon (ST), 118-Gotegaon (SC)        |
| 15-BALAGHAT         | 108-Baihar (ST), 109-Lanji, 110-Paraswada, 111-Balaghat, 112-Waraseoni, 113-Katangi, 114-Barghat (ST), 115-Seoni                                   |
| 16-CHHINDWARA       | 122-Junnardeo (ST), 123-Amarwara (ST), 124-Churai, 125-Saunsar, 126-Chhindwara, 127-Parasia (SC), 128-Pandhurna (ST)                               |
| 17-HOSHANGABAD      | 119-Narsingpur, 120-Tendukheda, 121-Gadarwara, 136-Seoni-Malwa, 137-Hoshangabad, 138-Sohagpur, 139-Pipariya (SC), 140-Udaipura                     |
| 18-VIDISHA          | 141-Bhojpur, 142-Sanchi (SC), 143-Silwani, 144-Vidisha, 145-Basoda, 156-Budhni, 158-Ichhawar, 173-Khategaon                                        |
| 19-BHOPAL           | 149-Berasia (SC), 150-Bhopal Uttar, 151-Narela, 152-Bhopal Dakshin-Paschim, 153-Bhopal Madhya, 154-Govindpura, 155-Huzur, 159-Sehore               |
| 20-RAJGARH          | 30-Chachoura, 31-Raghogarh, 160-Narsinghgarh, 161-Biaora, 162-Rajgarh, 163-Khilchipur, 164-Sarangpur (SC), 165-Susner                              |
| 21-DEWAS (SC)       | 157-Ashta (SC), 166-Agar (SC), 167-Shajapur, 168-Shujalpur, 169-Kalapipal, 170-Sonkatch (SC), 171-Dewas, 172-Hatpipliya                            |
| 22-UJJAIN (SC)      | 212-Nagada-Khachrod, 213-Mahidpur, 214-Tarana (SC), 215-Ghatiya (SC), 216-Ujjain Uttar, 217-Ujjain Dakshin, 218-Badnagar, 223-Alot (SC)            |
| 23-MANDSOUR         | 222-Jaora, 224-Mandsour, 225-Malhargarh (SC), 226-Suwasra, 227-Garoth, 228-Manasa, 229-Neemuch, 230-Jawad                                          |
| 24-RATLAM (ST)      | 191-Alirajpur (ST), 192-Jobat (ST), 193-Jhabua (ST), 194-Thandla (ST), 195-Petlawad (ST), 219-Ratlam Rural (ST), 220-Ratlam City, 221-Sailana (ST) |
| 25-DHAR (ST)        | 196-Sardarpur (ST), 197-Gandhwani (ST), 198-Kukshi (ST), 199-Manawar (ST), 200-Dharampuri (ST), 201-Dhar, 202-Badnawar, 209-Dr. Ambedkarnagar-Mhow |
| 26-INDORE           | 203-Debalpur, 204-Indore-1, 205-Indore-2, 206-Indore-3, 207-Indore-4, 208-Indore-5, 210-Rau, 211-Sanwer (SC)                                       |
| 27-KHARGONE (ST)    | 183-Maheshwar (SC), 184-Kasrawad, 185-Khargone, 186-Bhagwanpura (ST), 187-Sendhawa (ST), 188-Rajpur (ST), 189-Pansemal (ST), 190-Badwani (ST)      |
| 28-KHANDWA          | 174-Bagali (ST), 175-Mandhata, 177-Khandwa (SC), 178-Pandhana (ST), 179-Nepanagar (ST), 180-Burhanpur, 181-Bikhangaon (ST), 182-Badwah             |
| 29-BETUL (ST)       | 129-Multai, 130-Amla (SC), 131-Betul, 132-Ghoradongri (ST), 133-Bhainsdehi (ST), 134-Timarni (ST), 135-Harda, 176-Harsud (ST)                      |

## Maharashtra

Die 48 Lok Sabha-Wahlkreise in Maharashtra:

Die 288 Wahlkreise zum Parlament von Maharashtra:

Maharashtra hat 48 Lok Sabha-Wahlkreise (davon fünf für scheduled castes und vier für scheduled tribes). Jeder Lok Sabha-Wahlkreis zerfällt in sechs Wahlkreise für das Regionalparlament von Maharashtra. Insgesamt ergeben sich 288 Wahlkreise für das Regionalparlament, davon 29 für scheduled castes, 25 für scheduled tribes.
| Lok Sabha-Wahlkreis       | Wahlkreise zum Parlament von Maharashtra                                                                          |
| ------------------------- | --- |
| 1-NANDURBAR (ST)          | 1-Akkalkuwa (ST), 2-Shahada (ST), 3-Nandurbar (ST), 4-Nawapur (ST), 5-Sakri (ST), 9-Shirpur (ST)                  |
| 2-DHULE                   | 6-Dhule Rural, 7-Dhule City, 8-Sindkheda, 114-Malegaon Central, 115-Malegaon Outer, 116-Baglan (ST)               |
| 3-JALGAON                 | 13-Jalgaon City, 14-Jalgaon Rural, 15-Amalner, 16-Erandol, 17-Chalisgaon, 18-Pachora                              |
| 4-RAVER                   | 10-Chopda (ST), 11-Raver, 12-Bhusawal (SC), 19-Jamner, 20-Muktainagar, 21-Malkapur                                |
| 5-BULDHANA                | 22-Buldhana, 23-Chikhli, 24-Sindkhed Raja, 25-Mehkar (SC), 26-Khamgaon, 27-Jalgaon (Jamod)                        |
| 6-AKOLA                   | 28-Akot, 29-Balapur, 30-Akola West, 31-Akola East, 32-Murtizapur (SC), 33-Risod                                   |
| 7-AMRAVATI (SC)           | 37-Badnera, 38-Amravati, 39-Teosa, 40-Daryapur (SC), 41-Melghat (ST), 42-Achalpur                                 |
| 8-WARDHA                  | 36-Dhamangaon Railway, 43-Morshi, 44-Arvi, 45-Deoli, 46-Hinganghat, 47-Wardha                                     |
| 9-RAMTEK (SC)             | 48-Katol, 49-Savner, 50-Hingna, 51-Umred (SC), 58-Kamthi, 59-Ramtek                                               |
| 10-NAGPUR                 | 52-Nagpur South West, 53-Nagpur South, 54-Nagpur East, 55-Nagpur Central, 56-Nagpur West, 57-Nagpur North (SC)    |
| 11-BHANDARA-GONDIYA       | 60-Tumsar, 61-Bhandara (SC), 62-Sakoli, 63-Arjuni-Morgaon (SC), 64-Tirora, 65-Gondiya                             |
| 12-GADCHIROLI-CHIMUR (ST) | 66-Amgaon (ST), 67-Armori (ST), 68-Gadchiroli (ST), 69-Aheri (ST), 73-Brahmapuri, 74-Chimur                       |
| 13-CHANDRAPUR             | 70-Rajura, 71-Chandrapur (SC), 72-Ballarpur 75-Warora, 76-Wani, 80-Arni (ST)                                      |
| 14-YAVATMAL-WASHIM        | 34-Washim (SC), 35-Karanja, 77-Ralegaon (ST), 78-Yavatmal, 79-Digras, 81-Pusad                                    |
| 15-HINGOLI                | 82-Umarkhed (SC), 83-Kinwat, 84-Hadgaon, 92-Basmath, 93-Kalamnuri, 94-Hingoli                                     |
| 16-NANDED                 | 85-Bhokar, 86-Nanded North, 87-Nanded South, 89-Naigaon, 90-Deglur (SC), 91-Mukhed                                |
| 17-PARBHANI               | 95-Jintur, 96-Parbhani, 97-Gangakhed 98-Pathri, 99-Partur, 100-Ghansawangi                                        |
| 18-JALNA                  | 101-Jalna, 102-Badnapur (SC), 103-Bhokardan, 104-Sillod, 106-Phulambri, 110-Paithan                               |
| 19-AURANGABAD             | 105-Kannad, 107-Aurangabad Central, 108-Aurangabad West (SC), 109-Aurangabad East, 111-Gangapur, 112-Vaijapur     |
| 20-DINDORI (ST)           | 113-Nandgaon, 117-Kalwan (ST), 118-Chandvad, 119-Yevla, 121-Niphad, 122-Dindori (ST)                              |
| 21-NASHIK                 | 120-Sinnar, 123-Nashik East, 124-Nashik Central, 125-Nashik West, 126-Deolali (SC), 127-Igatpuri (ST)             |
| 22-PALGHAR (ST)           | 128-Dahanu (ST), 129-Vikramgad (ST), 130-Palghar (ST), 131-Boisar (ST), 132-Nalasopara, 133-Vasai                 |
| 23-BHIWANDI               | 134-Bhiwandi Rural (ST), 135-Shahapur (ST), 136-Bhiwandi West, 137-Bhiwandi East, 138-Kalyan West, 139-Murbad     |
| 24-KALYAN                 | 140-Ambernath (SC), 141-Ulhas Nagar, 142-Kalyan East, 143-Dombivali, 144-Kalyan Rural, 149-Mumbra-Kalwa           |
| 25-THANE                  | 145-Mira Bhayandar, 146-Ovala-Majiwada, 147-Kopri-Pachpakhadi, 148-Thane, 150-Airoli, 151-Belapur                 |
| 26-MUMBAI NORTH           | 152-Borivali, 153-Dahisar, 154-Magathane, 160-Kandivali East, 161-Charkop, 162-Malad West                         |
| 27-MUMBAI NORTH-WEST      | 158-Jogeshwari East, 159-Dindoshi, 163-Goregaon, 164-Versova, 165-Andheri West, 166-Andheri East                  |
| 28-MUMBAI NORTH-EAST      | 155-Mulund, 156-Vikhroli, 157-Bhandup West, 169-Ghatkopar West, 170-Ghatkopar East, 171-Mankhurd Shivaji Nagar    |
| 29-MUMBAI NORTH-CENTRAL   | 167-Vile Parle, 168-Chandivali, 174-Kurla (SC), 176-Vandre East, 177-Vandre West, 175-Kalina                      |
| 30-MUMBAI SOUTH-CENTRAL   | 172-Anushakti Nagar, 173-Chembur, 178-Dharavi (SC), 179-Sion Koliwada, 180-Wadala, 181-Mahim                      |
| 31-MUMBAI SOUTH           | 182-Worli, 183-Shivadi, 184-Byculla, 185-Malabar Hill, 186-Mumbadevi 187-Colaba                                   |
| 32-RAIGAD                 | 191-Pen, 192-Alibag, 193-Shrivardhan 194-Mahad, 263-Dapoli, 264-Guhagar                                           |
| 33-MAVAL                  | 188-Panvel, 189-Karjat, 190-Uran, 204-Maval, 205-Chinchwad, 206-Pimpri (SC)                                       |
| 34-PUNE                   | 208-Vadgaon Sheri, 209-Shivajinagar, 210-Kothrud, 212-Parvati, 214-Pune Cantonment (SC), 215-Kasba Peth           |
| 35-BARAMATI               | 199-Daund, 200-Indapur, 201-Baramati, 202-Purandar, 203-Bhor, 211-Khadakwasala                                    |
| 36-SHIRUR                 | 195-Junnar, 196-Ambegaon, 197-Khed Alandi, 198-Shirur, 207-Bhosari, 213-Hadapsar                                  |
| 37-AHMEDNAGAR             | 222-Shevgaon, 223-Rahuri, 224-Parner, 225-Ahmednagar City, 226-Shrigonda, 227-Karjat Jamkhed                      |
| 38-SHIRDI (SC)            | 216-Akole (ST), 217-Sangamner, 218-Shirdi, 219-Kopargaon, 220-Shrirampur (SC), 221-Nevasa                         |
| 39-BEED                   | 228-Georai, 229-Majalgaon, 230-Beed 231-Ashti, 232-Kaij (SC), 233-Parli                                           |
| 40-OSMANABAD              | 239-Ausa, 240-Umarga (SC), 241-Tuljapur, 242-Osmanabad, 243-Paranda, 246-Barshi                                   |
| 41-LATUR (SC)             | 234-Latur Rural, 235-Latur City, 236-Ahmadpur 237-Udgir (SC), 238-Nilanga, 88-Loha                                |
| 42-SOLAPUR (SC)           | 247-Mohol (SC), 248-Solapur City North, 249-Solapur City Central, 250-Akkalkot, 251-Solapur South, 252-Pandharpur |
| 43-MADHA                  | 244-Karmala, 245-Madha, 253-Sangole, 254-Malshiras (SC), 255-Phaltan (SC), 258-Man                                |
| 44-SANGLI                 | 281-Miraj (SC), 282-Sangli, 285-Palus-Kadegaon, 286-Khanapur, 287-Tasgaon-Kavathe Mahankal, 288-Jat               |
| 45-SATARA                 | 256-Wai, 257-Koregaon, 259-Karad North, 260-Karad South, 261-Patan, 262-Satara                                    |
| 46-RATNAGIRI-SINDHUDURG   | 265-Chiplun, 266-Ratnagiri, 267-Rajapur, 268-Kankavli, 269-Kudal, 270-Sawantwadi                                  |
| 47-KOLHAPUR               | 271-Chandgad, 272-Radhanagari, 273-Kagal, 274-Kolhapur South, 275-Karvir, 276-Kolhapur North                      |
| 48-HATKANANGLE            | 277-Shahuwadi, 278-Hatkanangle (SC), 279-Ichalkaranji, 280-Shirol, 283-Islampur, 284-Shirala                      |

## Manipur

Die 2 Lok Sabha-Wahlkreise in Manipur:

Die 60 Wahlkreise zum Parlament von Manipur:

Manipur hat 2 Lok Sabha-Wahlkreise, von denen einer (2-OUTER MANIPUR) für scheduled tribes reserviert ist. Aus dem Wahlkreis 1-INNER MANIPUR werden 32 Wahlkreise für das Parlament von Manipur gebildet, aus dem Wahlkreis 2-OUTER MANIPUR 28. 19 der 60 Wahlkreise sind für scheduled tribes reserviert und einer für scheduled castes.
| Lok Sabha-Wahlkreis  | Wahlkreise zum Parlament von Manipur |
| -------------------- | --- |
| 1-INNER MANIPUR      | 1-Khundrakpam, 2-Heingang, 3-Khurai, 4-Khetrigao, 5-Thongju, 6-Keirao, 7-Andro, 8-Lamlai, 9-Thangmeiband, 10-Uripok, 11-Sagolband, 12-Keisamthong, 13-Singjamei, 14-Yaiskul, 15-Wangkhei, 16-Sekmai (SC), 17-Lamsang, 18-Konthoujam, 19-Patsoi, 20-Langthabal, 21-Naoriya Pakhanglakpa, 22-Wangoi, 23-Mayang Imphal, 24-Nambol, 25-Oinam, 26-Bishenpur, 27-Moirang, 28-Thanga, 29-Kumbi, 30-Lilong, 31-Thoubal, 32-Wangkhem                              |
| 2-OUTER MANIPUR (ST) | 33-Heirok, 34-Wanging Tentha, 35-Khangabok, 36-Wabgai, 37-Kakch:ng, 38-Hiyanglam, 39-Sugnoo, 40-Jiribam, 41~Chandel (ST), 42-Tengnoupal (ST), 43-Phungyar (ST) 44-Ukhrul (ST), 45-Chingai (ST), 46-Saikul (ST), 47-Karong (ST), 48-Mao (ST), 49-Tadubi (ST), 50-Kangpokpi, 51-Saitu (ST), 52-Tamei (ST), 53-Tamenglong (ST), 54-Nungba (ST), 55-Tipaimukh (ST), 56-Thanlon (ST), 57-Henglep (ST), 58-Churachandpur (ST), 59-Saikot (ST), 60-Singhat (ST) |

## Meghalaya

Meghalaya bildet zwei Lok Sabha-Wahlkreise

Die 60 Wahlkreise zum Parlament von Meghalaya:

Meghalaya hat zwei Lok Sabha-Wahlkreis, die beide für scheduled tribes reserviert sind. Der Wahlkreis 1-SHILLONG zerfällt in 36 Wahlkreise für das Regionalparlament des Bundesstaats und der Wahlkreis 2-TURA in 24. Insgesamt ergeben sich 60 Wahlkreise für das Regionalparlament, davon 55 für scheduled tribes.
| Lok Sabha-Wahlkreis | Wahlkreise zum Parlament von Meghalaya |
| ------------------- | --- |
| 1-SHILLONG (ST)     | 1-Nartiang (ST), 2-Jowai (ST), 3-Raliang (ST), 4-Mowkaiaw (ST), 5-Sutnga-Saipung (ST), 6-Khliehriat (ST), 7-Amlarem (ST), 8-Mawhati (ST), 9-Nongpoh (ST), 10-Jirang (ST), 11-Umsning (ST), 12-Umroi (ST), 13-Mawryngkneng (ST), 14-Pynthorumkhrah, 15-Mawlai (ST), 16-East Shillong (ST), 17-North Shillong (ST), 18-West Shillong, 19-South Shillong, 20-Mylliem (ST), 21-Nongthymmai (ST), 22-Nongkrem (ST), 23-Sohiong (ST), 24-Mawphlang (ST), 25-Mawsynram (ST), 26-Shella (ST), 27-Pynursla (ST), 28-Sohra (ST), 29-Mawkynrew (ST), 30-Mairang (ST), 31-Mawthadraishan (ST), 32-Nongstoin (ST), 33-Rambrai Jyrngam (ST), 34-Mawshynrut (ST), 35-Ranikor (ST), 36-Mawkyrwat (ST) |
| 2-TURA (ST)         | 37-Kharkutta (ST), 38-Mendipathar (ST), 39-Resubelpara (ST), 40-Bajengdoba (ST), 41-Songsak (ST), 42-Rongjeng (ST), 43-William Nagar (ST), 44-Raksamgre (ST), 45-Tikrikila (ST), 46-Phulbari, 47-Rajabala, 48-Selsella (ST), 49-Dadenggre (ST), 50-North Tura (ST), 51-South Tura (ST), 52-Rangsakona (ST), 53-Ampati (ST), 54-Mahendraganj (ST), 55-Salmanpara (ST), 56-Gambegre (ST), 57-Dalu (ST), 58-Rongara-Siju (ST), 59-Chokpot (ST), 60-Baghmara (ST) |

## Mizoram

Mizoram bildet einen Lok Sabha-Wahlkreis

Die 40 Wahlkreise zum Parlament von Mizoram:

Mizoram bildet einen Lok Sabha-Wahlkreis, der für scheduled tribes reserviert ist. Der Wahlkreis ist in 40 Wahlkreise für das Regionalparlament des Bundesstaats aufgeteilt. Davon sind 39 für scheduled tribes reserviert.
| Lok Sabha-Wahlkreis | Wahlkreise zum Parlament von Mizoram |
| ------------------- | --- |
| 1-MIZORAM (ST)      | 1-Hachhek (ST), 2-Dampa (ST), 3-Mamit (ST), 4-Tuirial (ST), 5-Kolasib (ST), 6-Serlui (ST), 7-Tuivawl (ST), 8-Chalfilh (ST), 9-Tawi (ST), 10-Aizawl North-I (ST), 11-Aizawl North-II (ST), 12-Aizawl North-III (ST), 13-Aizawl East-I, 14-Aizawl East-II (ST), 15-Aizawl West-I (ST), 16-Aizawl West-II (ST), 17-Aizawl West-III (ST), 18-Aizawl South-I (ST), 19-Aizawl South-II (ST), 20-Aizawl South-III (ST), 21-Lengteng (ST), 22-Tuichang (ST), 23-Champhai North (ST), 24-Champhai South (ST), 25-East Tuipui (ST), 26-Serchhip (ST), 27-Tuikum (ST), 28-Hrangturzo (ST), 29-South Tuipui (ST), 30-Lunglei North (ST), 31-Lunglei East (ST), 32-Lunglei West (ST), 33-Lunglei South (ST), 34-Thorang (ST), 35-West Tuipui (ST), 36-Tuichawng (ST), 37-Lawngtlai West (ST), 38-Lawngtlai East (ST), 39-Saiha (ST), 40-Palak (ST) |

## Nagaland

Nagaland bildet einen Lok Sabha-Wahlkreis

Die 60 Wahlkreise zum Parlament von Nagaland:

Der Bundesstaat Nagaland bildet einen einzigen Wahlkreis für die Lok Sabha. Nagaland ist in 60 Wahlkreise für das Regionalparlament aufgeteilt. Davon sind 56 für scheduled tribes reserviert.
| Lok Sabha-Wahlkreis | Wahlkreise zum Parlament von Nagaland |
| ------------------- | --- |
| 1-NAGALAND          | 1-Dimapur-I, 2-Dimapur-II (ST), 3-Dimapur-III (ST), 4-Ghaspani-I (ST), 5-Ghaspani-II (ST), 6-Tenning (ST), 7-Peren (ST), 8-Western Angami (ST), 9-Kohima Town (ST), 10-Northern Angami-I (ST), 11-Northern Angami-II (ST), 12-Tseminyu (ST), 13-Pughoboto (ST), 14-Southern Angami-I (ST), 15-Southern Angami-II (ST), 16-Pfutsero (ST), 17-Chizami (ST), 18-Chazouba (ST), 19-Phek (ST), 20-Meluri (ST), 21-Tuli (ST), 22-Arkakong (ST), 23-Impur (ST), 24-Angetyongpang (ST), 25-Monguya, 26-Aonglenden, 27-Mokokchung Town, 28-Koridang (ST), 29-Jangpetkong (ST), 30-Alungtaki (ST), 31-Akuluto (ST), 32-Atoizu (ST), 33-Suruhuto (ST), 34-Aghunato (ST), 35-Zunheboto (ST), 36-Satakha (ST), 37-Tyui (ST), 38-Wokha (ST), 39-Sanis (ST), 40-Bhandari (ST), 41-Tizit (ST), 42-Wakching (ST), 43-Tapi (ST), 44-Phomching (ST), 45-Tehok (ST), 46-Mon Town (ST), 47-Aboi (ST), 48-Moka (ST), 49-Tamlu (ST), 50-Longleng (ST), 51-Noksen (ST), 52-Longkhim Chare (ST), 53-Tuensang Sadar-I (ST), 54-Tuensang Sadar-II (ST), 55-Tobu (ST), 56-Noklak (ST), 57-Thonoknyu (ST), 58-Shamtorr-Chessore (ST), 59-Siyuchong-Sitimi (ST), 60-Pungro-Kiphire (ST) |

## Odisha

Die 21 Lok Sabha-Wahlkreise in Odisha:

Die 147 Wahlkreise zum Parlament von Odisha:

Odisha hat 21 Lok Sabha-Wahlkreise (drei davon für scheduled castes und fünf für scheduled tribes), die wiederum in jeweils 7 Wahlkreise für das Regionalparlament von Odisha geteilt sind (insgesamt 147 Wahlkreise). Von den letzteren sind 24 für scheduled castes und 33 für scheduled tribes reserviert.
| Lok Sabha-Wahlkreis   | Wahlkreise zum Parlament von Odisha |
| --------------------- | --- |
| 1-BARGARH             | 1-Padampur, 2-Bijepur, 3-Bargarh, 4-Attabira (SC), 5-Bhatli, 6-Brajarajnagar 7-Jharsuguda                                                      |
| 2-SUNDARGARH (ST)     | 8-Talsara (ST), 9-Sundargarh (ST), 10-Biramitrapur (ST), 11-Raghunathpali (SC) 12-Rourkela, 13-Rajgangapur (ST), 14-Bonai (ST)                 |
| 3-SAMBALPUR           | 15-Kuchinda (ST), 16-Rengali (SC), 17-Sambalpur, 18-Rairakhol, 19-Deogarh, 62-Chhendipada (SC), 63-Athamallik                                  |
| 4-KEONJHAR (ST)       | 20-Telkoi (ST), 21-Ghasipura, 22-Anandapur (SC), 23-Patna (ST), 24-Keonjhar (ST) 25-Champua, 30-Karanjia (ST)                                  |
| 5-MAYURBHANJ (ST)     | 26-Jashipur (ST), 27-Saraskana (ST), 28-Rairangpur (ST), 29-Bangriposi (ST) 31-Udala (ST), 33-Baripada (ST), 34-Morada                         |
| 6-BALASORE            | 32-Badasahi (SC), 35-Jaleswar, 36-Bhograi, 37-Basta, 38-Balasore, 39-Remuna (SC), 40-Nilgiri                                                   |
| 7-BHADRAK (SC)        | 41-Soro (SC), 42-Simulia, 43-Bhandaripokhari, 44-Bhadrak, 45-Basudevpur, 46-Dhamnagar (SC), 47-Chandabali                                      |
| 8-JAJPUR (SC)         | 48-Binjharpur (SC), 49-Bari, 50-Barachana, 51-Dharmasala, 52-Jajpur, 53-Korei, 54-Sukinda                                                      |
| 9-DHENKANAL           | 55-Dhenkanal, 56-Hindol (SC), 57-Kamakhyanagar, 58-Parjanga, 59-Pallahara, 60-Talcher, 61-Angul                                                |
| 10-BOLANGIR           | 64-Birmaharajpur (SC), 65-Sonepur, 66-Loisingha (SC), 67-Patnagarh, 68-Bolangir, 69-Titlagarh, 70-Kantabanji                                   |
| 11-KALAHANDI          | 71-Nuapada, 72-Khariar, 77-Lanjigarh (ST), 78-Junagarh, 79-Dharmgarh, 80-Bhawanipatna (SC), 81-Narla                                           |
| 12-NABARANGPUR (ST)   | 73-Umarkote (ST), 74-Jharigam (ST), 75-Nabarangpur (ST), 76-Dabugam (ST), 142-Kotpad (ST), 146-Malkangiri (ST), 147-Chitrakonda (ST)           |
| 13-KANDHAMAL          | 82-Baliguda (ST), 83-G. Udayagiri (ST), 84-Phulbani (ST), 85-Kantamal, 86-Boudh, 121-Daspalla (SC), 123-Bhanjanagar                            |
| 14-CUTTACK            | 87-Baramba, 88-Banki, 89-Athagarh, 90-Barabati-Cuttack, 91-Choudwar-Cuttack, 93-Cuttack Sadar (SC), 120-Khandapada                             |
| 15-KENDRAPARA         | 94-Salipur, 95-Mahanga, 96-Patkura, 97-Kendrapara (SC), 98-Aul, 99-Rajanagar, 100-Mahakalapada                                                 |
| 16-JAGATSINGHPUR (SC) | 92-Niali (SC), 101-Paradeep, 102-Tirtol (SC), 103-Balikuda-Erasama, 104-Jagatsinghpur, 105-Kakatpur (SC), 106-Nimapara                         |
| 17-PURI               | 107-Puri, 108-Brahmagiri, 109-Satyabadi, 110-Pipili, 118-Chilika, 119-Ranpur, 122-Nayagarh                                                     |
| 18-BHUBANESWAR        | 111-Jayadev (SC), 112-Bhubaneswar Central (Madhya), 113-Bhubaneswar North (Uttar), 114-Ekamra-Bhubaneswar, 115-Jatani, 116-Begunia, 117-Khurda |
| 19-ASKA               | 124-Polasara, 125-Kabisuryanagar, 126-Khalikote (SC), 128-Aska, 129-Surada, 130-Sanakhemundi, 131-Hinjili                                      |
| 20-BERHAMPUR          | 127-Chhatrapur (SC), 132-Gopalpur, 133-Berhampur, 134-Digapahandi, 135-Chikiti, 136-Mohana (ST), 137-Paralakhemundi                            |
| 21-KORAPUT (ST)       | 138-Gunupur (ST), 139-Bissam Cuttack (ST), 140-Rayagada (ST), 141-Laxmipur (ST), 143-Jeypore, 144-Koraput (SC), 145-Pottangi (ST)              |

## Puducherry

Das Unionsterritorium Puducherry bildet einen Lok Sabha-Wahlkreis

Die 30 Wahlkreise von Puducherry:

Das Unionsterritorium Puducherry besteht aus mehreren geografisch unzusammenhängenden Gebieten an der Küste von Tamil Nadu, Kerala und Andhra Pradesh. Zusammengenommen bilden sie einen Wahlkreis für die Lok Sabha. Das Territorium ist in insgesamt 30 Wahlkreise für das Parlament von Puducherry aufgeteilt. Fünf davon sind für scheduled castes reserviert. Aufgrund des zersplitterten Territoriums bestehen viele Wahlkreise aus mehreren, nicht zusammenhängenden Gebieten.
| Lok Sabha-Wahlkreis | Wahlkreise zum Parlament von Puducherry |
| ------------------- | --- |
| 1-PUDUCHERRY        | 1-Mannadipet, 2-Thirubhuvanai (SC), 3-Oussudu, (SC), 4-Mangalam, 5-Villianur, 6-Ozhukarai, 7-Kadirgamam, 8-Indira Nagar, 9-Thattanchavady, 10-Kamraj Nagar, 11-Lawspet, 12-Kalapet, 13-Muthialpet, 14-Raj Bhavan, 15-Oupalam, 16-Orleampeth, 17-Nellithope, 18-Mudaliarpet, 19-Ariankuppam, 20-Manavely, 21-Embalam (SC), 22-Nettapakkam (SC), 23-Bahour, 24-Nedungadu (SC), 25-Thirunallar, 26-Karaikal North, 27-Karaikal South, 28-Neravy-T.R. Pattinam, 29-Mahe, 30-Yanam |

## Punjab

Die 13 Lok Sabha-Wahlkreise im Punjab:

Die 117 Wahlkreise zum Parlament von Punjab:

Der Punjab ist in 13 Lok Sabha-Wahlkreise aufgeteilt, von denen vier für scheduled castes reserviert sind. Jeder Lok Sabha-Wahlkreis ist wiederum in neun Wahlkreise für das Regionalparlament unterteilt, so dass sich hierfür 117 Wahlkreise ergeben.
Von diesen sind 34 für scheduled castes vorgesehen.
| Lok Sabha-Wahlkreis    | Wahlkreise zum Parlament des Punjab |
| ---------------------- | --- |
| 1-GURDASPUR            | 1-Sujanpur, 2-Bhoa (SC), 3-Pathankot, 4-Gurdaspur, 5-Dina Nagar (SC), 6-Qadian, 7-Batala, 9-Fatehgarh Churian, 10-Dera Baba Nanak.                                  |
| 2-AMRITSAR             | 11-Ajnala, 12-Raja Sansi, 13-Majitha, 15-Amritsar North, 16-Amritsar West (SC), 17-Amritsar Central, 18-Amritsar East, 19-Amristar South, 20-Attari (SC)            |
| 3-KHADOOR SAHIB        | 14-Jandiala (SC), 21-Tarn Taran, 22-Khem Karan, 23-Patti, 24-Khadoor Sahib, 25-Baba Bakala (SC), 27-Kapurthala, 28-Sultanpur Lodhi, 75-Zira                         |
| 4-JALANDHAR (SC)       | 30-Phillaur (SC), 31-Nakodar, 32-Shahkot, 33-Kartarpur (SC), 34-Jalandhar West (SC), 35-Jalandhar Central, 36-Jalandhar North, 37-Jalandhar Cantt., 38-Adampur (SC) |
| 5-HOSHIARPUR (SC)      | 8-Sri Hargobindpur (SC), 26-Bholath, 29-Phagwara (SC), 39-Mukerian, 40-Dasuya, 41-Urmar, 42-Sham Chaurasi (SC), 43-Hoshiarpur, 44-Chabbewal (SC)                    |
| 6-ANANDPUR SAHIB       | 45-Garhshankar, 46-Banga (SC), 47-Nawan Shahr, 48-Balachaur, 49-Anandpur Sahib, 50-Rupnagar, 51-Chamkaur Sahib (SC), 52-Kharar, 53-S.A.S-Nagar                      |
| 7-LUDHIANA             | 60-Ludhiana East, 61-Ludhiana South, 62-Atam Nagar, 63-Ludhiana Central, 64-Ludhiana West, 65-Ludhiana North, 66-Gill (SC), 68-Dakha, 70-Jagraon (SC)               |
| 8-FATEHGARH SAHIB (SC) | 54-Bassi Pathana (SC), 55-Fatehgarh Sahib, 56-Amloh, 57-Khanna, 58-Samrala, 59-Sahnewal, 67-Payal (SC), 69-Raikot (SC), 106-Amargarh                                |
| 9-FARIDKOT (SC)        | 71-Nihal Singhwala (SC), 72-Bhagha Purana, 73-Moga, 74-Dharamkot, 84-Giddarbaha, 87-Faridkot, 88-Kotkapura, 89-Jaitu (SC), 90-Rampura Phul                          |
| 10-FIROZPUR            | 76-Firozpur City, 77-Firozpur Rural (SC), 78-Guru Har Sahai, 79-Jalalabad, 80-Fazilka, 81-Abohar, 82-Balluana (SC), 85-Malout (SC), 86-Muktsar                      |
| 11-BATHINDA            | 83-Lambi, 91-Bhucho Mandi (SC), 92-Bathinda Urban, 93-Bathinda Rural (SC), 94-Talwandi Sabo, 95-Maur, 96-Mansa, 97-Sardulgarh, 98-Budhlada (SC)                     |
| 12-SANGRUR             | 99-Lehra, 100-Dirba (SC), 101-Sunam, 102-Bhadaur (SC), 103-Barnala, 104-Mehal Kalan (SC), 105-Malerkotla, 107-Dhuri, 108-Sangrur                                    |
| 13-PATIALA             | 109-Nabha (SC), 110-Patiala Rural, 111-Rajpura, 112-Dera Bassi, 113-Ghanaur, 114-Sanour, 115-Patiala, 116-Samana, 117-Shutrana (SC)                                 |

## Rajasthan

Die 25 Lok Sabha-Wahlkreise in Rajasthan:

Die 200 Wahlkreise zum Parlament von Rajasthan:

Rajasthan ist in 25 Lok Sabha-Wahlkreise aufgeteilt, von denen jeder in acht Wahlkreise für die gesetzgebende Versammlung des Bundesstaates geteilt ist. Vier Lok Sabha-Wahlkreise sind für scheduled castes und drei für scheduled tribes reserviert. Von den 200 Wahlkreisen zum Regionalparlament Rajasthans sind 25 den scheduled tribes und 34 den scheduled castes vorbehalten.
| Lok Sabha-Wahlkreis     | Wahlkreise zum Parlament von Rajasthan |
| ----------------------- | --- |
| 1-GANGANAGAR (SC)       | 1-Sadulshahar, 2-Ganganagar, 3-Karanpur, 4-Suratgarh, 5-Raisinghnagar (SC), 7-Sangaria, 8-Hanumangarh, 9-Pilibanga (SC)                            |
| 2-BIKANER (SC)          | 6-Anupgarh (SC), 12-Khajuwala (SC), 13-Bikaner West, 14-Bikaner East, 15-Kolayat, 16-Lunkaransar, 17-Dungargarh, 18-Nokha                          |
| 3-CHURU                 | 10-Nohar, 11-Bhadra, 19-Sadulpur, 20-Taranagar, 21-Sardarshahar, 22-Churu, 23-Ratangarh, 24-Sujangarh (SC)                                         |
| 4-JHUNJHUNU             | 25-Pilani (SC), 26-Surajgarh, 27-Jhunjhunu, 28-Mandawa, 29-Nawalgarh, 30-Udaipurwati, 31-Khetri, 32-Fatehpur                                       |
| 5-SIKAR                 | 33-Lachhmangarh, 34-Dhod (SC), 35-Sikar, 36-Danta Ramgarh, 37-Khandela, 38-Neem Ka Thana, 39-Srimadhopur, 43-Chomu                                 |
| 6-JAIPUR RURAL          | 40-Kotputli, 41-Viratnagar, 42-Shahpura, 44-Phulera, 46-Jhotwara, 47-Amber, 48-Jamwa Ramgarh (ST), 63-Bansur                                       |
| 7-JAIPUR                | 49-Hawa Mahal, 50-Vidhyadhar Nagar, 51-Civil Lines, 52-Kishan Pole, 53-Adarsh Nagar, 54-Malviya Nagar, 55-Sanganer, 56-Bagru (SC)                  |
| 8-ALWAR                 | 59-Tijara, 60-Kishangarh Bas, 61-Mundawar, 62-Behror, 65-Alwar Rural (SC), 66-Alwar Urban, 67-Ramgarh, 68-Rajgarh-Laxmangarh (ST)                  |
| 9-BHARATPUR (SC)        | 69-Kathumar (SC), 70-Kaman, 71-Nagar, 72-Deeg-Kumher, 73-Bharatpur, 74-Nadbai, 75-Weir (SC), 76-Bayana (SC)                                        |
| 10-KARAULI-DHOLPUR (SC) | 77-Baseri (SC), 78-Bari, 79-Dholpur, 80-Rajakhera, 81-Todabhim (ST), 82-Hindaun (SC), 83-Karauli, 84-Sapotra (ST)                                  |
| 11-DAUSA (ST)           | 57-Bassi (ST), 58-Chaksu (SC), 64-Thanagazi, 85-Bandikui, 86-Mahuwa, 87-Sikrai (SC), 88-Dausa, 89-Lalsot (ST)                                      |
| 12-TONK-SAWAI MADHOPUR  | 90-Gangapur, 91-Bamanwas (ST), 92-Sawai Madhopur, 93-Khandar (SC), 94-Malpura, 95-Niwai (SC), 96-Tonk, 97-Deoli-Uniara                             |
| 13-AJMER                | 45-Dudu (SC), 98-Kishangarh, 99-Pushkar, 100-Ajmer North, 101-Ajmer South (SC), 102-Nasirabad, 104-Masuda, 105-Kekri                               |
| 14-NAGAUR               | 106-Ladnun, 107-Deedwana, 108-Jayal (SC), 109-Nagaur, 110-Khinvsar, 113-Makrana, 114-Parbatsar, 115-Nawan                                          |
| 15-PALI                 | 117-Sojat (SC), 118-Pali, 119-Marwar Junction, 120-Bali, 121-Sumerpur, 125-Osian, 126-Bhopalgarh (SC), 131-Bilara (SC)                             |
| 16-JODHPUR              | 122-Phalodi, 123-Lohawat, 124-Shergarh, 127-Sardarpura, 128-Jodhpur, 129-Soorsagar, 130-Luni, 133-Pokaran                                          |
| 17-BARMER               | 132-Jaisalmer, 134-Sheo, 135-Barmer, 136-Baytoo, 137-Pachpadra, 138-Siwana, 139-Gudha Malani, 140-Chohtan (SC)                                     |
| 18-JALORE               | 141-Ahore, 142-Jalore (SC), 143-Bhinmal, 144-Sanchore, 145-Raniwara, 146-Sirohi, 147-Pindwara-Abu (ST), 148-Reodar (SC)                            |
| 19-UDAIPUR (ST)         | 149-Gogunda (ST), 150-Jhadol (ST), 151-Kherwara (ST), 152-Udaipur Rural (ST), 153-Udaipur, 156-Salumber (ST), 157-Dhariawad (ST), 159-Aspur (ST)   |
| 20-BANSWARA (ST)        | 158-Dungarpur (ST), 160-Sagwara (ST), 161-Chorasi (ST), 162-Ghatol (ST), 163-Garhi (ST), 164-Banswara (ST), 165-Bagidora (ST), 166-Kushalgarh (ST) |
| 21-CHITTORGARH          | 154-Mavli, 155-Vallabhnagar, 167-Kapasan (SC), 168-Begun, 169-Chittorgarh, 170-Nimbahera, 171-Bari Sadri, 172-Pratapgarh (ST)                      |
| 22-RAJSAMAND            | 103-Beawar, 111-Merta (SC), 112-Degana, 116-Jaitaran, 173-Bhim, 174-Kumbhalgarh, 175-Rajsamand, 176-Nathdwara                                      |
| 23-BHILWARA             | 177-Asind, 178-Mandal, 179-Sahara, 180-Bhilwara, 181-Shahpura (SC), 182-Jahazpur, 183-Mandalgarh, 184-Hindoli                                      |
| 24-KOTA                 | 185-Keshoraipatan (SC), 186-Bundi, 187-Pipalda, 188-Sangod, 189-Kota North, 190-Kota South, 191-Ladpura, 192-Ramganj Mandi (SC)                    |
| 25-JHALAWAR-BARAN       | 193-Anta, 194-Kishanganj (ST), 195-Baran-Atru (SC), 196-Chhabra, 197-Dag (SC), 198-Jhalrapatan, 199-Khanpur, 200-Manohar Thana                     |

## Sikkim

Der einzige Lok Sabha-Wahlkreis in Sikkim umfasst den ganzen Bundesstaat

Die 31 Wahlkreise zum Parlament von Sikkim:

Der gesamte Bundesstaat bildet einen einzigen Wahlkreis für die Lok Sabha. Dieser ist in 31 Wahlkreise für die Vidhan Sabha von Sikkim aufgeteilt (ein Abgeordneter der Vidhan Sabha wird durch die buddhistischen Gemeinschaften der Sangha gewählt), 12 Wahlkreise der Vidhan Sabha sind für die autochthonen Lepcha und Denjongpa (Bhutia), zusammengefasst BL, reserviert, zwei für scheduled castes (SC). Große Teile des Bundesstaates sind praktisch unbewohnt (Himalaya-Hochgebirge) und keinem Wahlkreis für das Regionalparlament zugehörig.
| Lok Sabha-Wahlkreis | Wahlkreise zum Parlament von Sikkim |
| ------------------- | --- |
| 1-SIKKIM            | 1-Yoksam-Tashiding (BL), 2-Yangthang, 3-Maneybung-Dentam, 4-Gyalshing-Barnyak, 5-Rinchenpong (BL), 6-Daramdin (BL), 7-Soreng-Chakung, 8-Salghari-Zoom (SC), 9-Barfung (BL), 10-Poklok-Kamrang, 11-Namchi-Singhithang, 12-Melli, 13-Namthang-Rateypani, 14-Temi-Namphing, 15-Rangang-Yangang, 16-Tumen-Lingi (BL), 17-Khamdong-Singtam, 18-West Pendam (SC), 19-Rhenock, 20-Chujachen, 21-Gnathang-Machong (BL), 22-Namcheybung, 23-Shyari (BL), 24-Martam-Rumtek (BL), 25-Upper Tadong, 26-Arithang, 27-Gangtok (BL), 28-Upper Burtuk, 29-Kabi Lungchuk (BL), 30-Djongu (BL), 31-Lachen |

## Tamil Nadu

Die 39 Lok Sabha-Wahlkreise in Tamil Nadu:

Die 234 Wahlkreise zum Parlament von Tamil Nadu:

Tamil Nadu ist in 39 Lok Sabha-Wahlkreise unterteilt (davon sieben für scheduled castes). Jeder Lok Sabha-Wahlkreis ist in sechs Wahlkreise für das Regionalparlament von Tamil Nadu aufgeteilt (insgesamt 234 Wahlkreise, davon zwei für scheduled tribes und 44 für scheduled castes).
| Lok Sabha-Wahlkreis  | Wahlkreise zum Parlament von Tamil Nadu                                                                                            |
| -------------------- | --- |
| 1-TIRUVALLUR (SC)    | 1-Gummidipoondi, 2-Ponneri (SC), 4-Tiruvallur, 5-Poonamallee (SC), 6-Avadi, 9-Madavaram                                            |
| 2-CHENNAI NORTH      | 10-Tiruvottiyur, 11-Dr. Radhakrishnan Nagar, 12-Perambur, 13-Kolathur, 15-Thiru-Vi-Ka-Nagar (SC), 17-Royapuram                     |
| 3-CHENNAI SOUTH      | 22-Virugambakkam, 23-Saidapet, 24-Thiyagarayanagar, 25-Mylapore, 26-Velachery, 27-Sholinganallur                                   |
| 4-CHENNAI CENTRAL    | 14-Villivakkam, 16-Egmore (SC), 18-Harbour, 19-Chepauk-Thiruvallikeni, 20-Thousand Lights, 21-Anna Nagar                           |
| 5-SRIPERUMBUDUR      | 7-Maduravoyal, 8-Ambattur, 28-Alandur, 29-Sriperumbudur (SC), 30-Pallavaram, 31-Tambaram                                           |
| 6-KANCHEEPURAM (SC)  | 32-Chengalpattu, 33-Thiruporur, 34-Cheyyur (SC), 35-Madurantakam (SC), 36-Uthiramerur, 37-Kancheepuram                             |
| 7-ARAKKONAM          | 3 Tiruttani, 38-Arakkonam (SC), 39-Sholingur, 40-Katpadi, 41-Ranipet, 42-Arcot                                                     |
| 8-VELLORE            | 43-Vellore, 44-Anaikattu, 45-Kilvaithinankuppam (SC), 46-Gudiyattam (SC), 47-Vaniyambadi, 48-Ambur                                 |
| 9-KRISHNAGIRI        | 51-Uthangarai (SC), 52-Bargur, 53-Krishnagiri, 54-Veppanahalli, 55-Hosur, 56-Thalli                                                |
| 10-DHARMAPURI        | 57-Palacodu, 58-Pennagaram, 59-Dharmapuri, 60-Pappireddippatti, 61-Harur (SC), 85-Mettur                                           |
| 11-TIRUVANNAMALAI    | 49-Jolarpet, 50-Tiruppattur, 62-Chengam (SC), 63-Tiruvannamalai, 64-Kilpennathur, 65-Kalasapakkam                                  |
| 12-ARANI             | 66-Polur, 67-Arani, 68-Cheyyar, 69-Vandavasi (SC), 70-Gingee, 71-Mailam                                                            |
| 13-VILUPPURAM (SC)   | 72-Tindivanam (SC), 73-Vanur (SC), 74-Viluppuram, 75-Vikravandi, 76-Tirukkoyilur, 77-Ulundurpettai                                 |
| 14-KALLAKURICHI      | 78-Rishivandiyam, 79-Sankarapuram, 80-Kallakurichi (SC), 81-Gangavalli (SC), 82-Attur (SC), 83-Yercaud (ST)                        |
| 15-SALEM             | 84-Omalur, 86-Edappadi, 88-Salem (West), 89-Salem (North), 90-Salem (South), 91-Veerapandi                                         |
| 16-NAMAKKAL          | 87-Sankari, 92-Rasipuram (SC), 93-Senthamangalam (ST), 94-Namakkal, 95-Paramathi-Velur, 96-Tiruchengodu                            |
| 17-ERODE             | 97-Kumarapalayam, 98-Erode (East), 99-Erode (West), 100-Modakkurichi, 101-Dharapuram (SC) and102-Kangayam                          |
| 18-TIRUPPUR          | 103-Perundurai, 104-Bhavani, 105-Anthiyur, 106-Gobichettipalayam, 113-Tiruppur (North), 114-Tiruppur (South)                       |
| 19-NILGIRIS (SC)     | 107-Bhavanisagar (SC), 108-Udhagamandalam, 109-Gudalur (SC), 110-Coonoor, 111-Mettuppalayam, 112-Avanashi (SC)                     |
| 20-COIMBATORE        | 115-Palladam, 116-Sulur, 117-Kavundampalayam, 118-Coimbatore (North), 120-Coimbatore (South), 121-Singanallur                      |
| 21-POLLACHI          | 119-Thondamuthur, 122-Kinathukadavu, 123-Pollachi, 124-Valparai (SC), 125-Udumalaipettai, 126-Madathukulam                         |
| 22-DINDIGUL          | 127-Palani, 128-Oddanchatram, 129-Attur, 130-Nilakkottai (SC), 131-Natham, 132-Dindigul                                            |
| 23-KARUR             | 133-Vedasandur, 134-Aravakurichi, 135-Karur, 136-Krishnarayapuram (SC), 138-Manapparai, 179-Viralimalai                            |
| 24-TIRUCHIRAPPALLI   | 139-Srirangam, 140-Tiruchirappalli (West), 141-Tiruchirappalli (East), 142-Thiruverumbur, 178-Gandarvakottai (SC), 180-Pudukkottai |
| 25-PERAMBALUR        | 137-Kulithalai, 143-Lalgudi, 144-Manachanallur 145-Musiri, 146-Thuraiyur (SC), 147-Perambalur (SC)                                 |
| 26-CUDDALORE         | 151-Tittakudi (SC), 152-Vriddhachalam, 153-Neyveli, 154-Panruti, 155-Cuddalore, 156-Kurinjipadi                                    |
| 27-CHIDAMBARAM (SC)  | 148-Kunnam, 149-Ariyalur, 150-Jayankondam, 157-Bhuvanagiri, 158-Chidambaram, 159-Kattumannarkoil (SC)                              |
| 28-MAYILADUTHURAI    | 160-Sirkazhi (SC), 161-Mayiladuthurai, 162-Poompuhar, 170-Thiruvidaimarudur (SC), 171-Kumbakonam, 172-Papanasam                    |
| 29-NAGAPATTINAM (SC) | 163-Nagapattinam, 164-Kilvelur (SC), 165-Vedaranyam, 166-Thiruthuraipoondi (SC), 168-Thiruvarur, 169-Nannilam                      |
| 30-THANJAVUR         | 167-Mannargudi, 173-Thiruvaiyaru, 174-Thanjavur, 175-Orathanadu, 176-Pattukkottai, 177-Peravurani                                  |
| 31-SIVAGANGA         | 181-Thirumayam, 182-Alangudi, 184-Karaikudi, 185-Tiruppattur, 186-Sivaganga, 187-Manamadurai (SC)                                  |
| 32-MADURAI           | 188-Melur, 189-Madurai East, 191-Madurai North, 192-Madurai South, 193-Madurai Central, 194-Madurai West                           |
| 33-THENI             | 190-Sholavandan (SC), 197-Usilampatti, 198-Andipatti, 199-Periyakulam (SC), 200-Bodinayakanur, 201-Cumbum                          |
| 34-VIRUDHUNAGAR      | 195-Thiruparankundram, 196-Tirumangalam, 204-Sattur, 205-Sivakasi, 206-Virudhunagar, 207-Aruppukkottai                             |
| 35-RAMANATHAPURAM    | 183-Aranthangi, 208-Tiruchuli, 209-Paramakudi (SC), 210-Tiruvadanai, 211-Ramanathapuram, 212-Mudhukulathur                         |
| 36-THOOTHUKKUDI      | 213-Vilathikulam, 214-Thoothukkudi, 215-Tiruchendur, 216-Srivaikuntam, 217-Ottapidaram (SC), 218-Kovilpatti                        |
| 37-TENKASI (SC)      | 202-Rajapalayam, 203-Srivilliputhur (SC), 219-Sankarankovil (SC), 220-Vasudevanallur (SC), 221-Kadayanallur, 222-Tenkasi           |
| 38-TIRUNELVELI       | 223-Alangulam, 224-Tirunelveli, 225-Ambasamudram, 226-Palayamkottai, 227-Nanguneri, 228-Radhapuram                                 |
| 39-KANNIYAKUMARI     | 229-Kanniyakumari, 230-Nagercoil, 231-Colachel, 232-Padmanabhapuram, 233-Vilavancode, 234-Killiyoor                                |

## Telangana

Die 17 Lok Sabha-Wahlkreise in Telangana:

Die 119 Wahlkreise zum Parlament von Telangana:

Am 2. Juni 2014 wurde Telangana, das bisher zu Andhra Pradesh gehörte, zu einem eigenen Bundesstaat. Die Wahlkreise wurden zunächst einfach aus dem früheren Andhra Pradesh übernommen. Telangana umfasste danach 17 Lok Sabha-Wahlkreise (davon drei für scheduled castes und zwei für scheduled tribes). Jeder Lok Sabha-Wahlkreis ist in 7 Wahlkreise für das Parlament von Telangana aufgeteilt (insgesamt 119, darunter 19 für scheduled castes, 12 für scheduled tribes).
Der Andhra Pradesh Reorganisation Act 2014, das Gesetz, das die Abtrennung Telanganas von Andhra Pradesh regelte, sieht vor, dass in Telangana eine Neuabgrenzung der Wahlkreise zum Parlament von Telangana erfolgen soll.
Die Zahl der Wahlkreise zum bundesstaatlichen Parlament soll dadurch von 119 auf 153 erhöht werden. Diese Neuabgrenzung ist bisher nicht erfolgt, da hierfür umfangreiche Gesetzesänderungen, unter anderem eine Verfassungsänderung notwendig wären. Zumindest bis Ende 2016 schien dafür keine parlamentarische Mehrheit verfügbar.
| Lok Sabha-Wahlkreis  | Wahlkreise zum Parlament von Telangana                                                                                              |
| -------------------- | --- |
| 1-ADILABAD (ST)      | 1-Sirpur, 5-Asifabad (ST), 6-Khanapur (ST), 7-Adilabad, 8-Boath (ST), 9-Nirmal, 10-Mudhole                                          |
| 2-PEDDAPALLE (SC)    | 2-Chennur (SC), 3-Bellampalli (SC), 4-Mancherial, 22-Dharmapuri (SC), 23-Ramagundam, 24-Manthani, 25-Peddapalle                     |
| 3-KARIMNAGAR         | 26-Karimnagar, 27-Choppadandi (SC), 28-Vemulawada, 29-Sircilla, 30-Manakondur (SC), 31-Huzurabad, 32-Husnabad                       |
| 4-NIZAMABAD          | 11-Armur, 12-Bodhan, 17-Nizamabad (Urban), 18-Nizamabad (Rural), 19-Balkonda, 20-Koratla, 21-Jagtial                                |
| 5-ZAHIRABAD          | 13-Jukkal (SC), 14-Banswada, 15-Yellareddy, 16-Kamareddy, 35-Narayankhed, 36-Andole (SC), 38-Zahirabad (SC)                         |
| 6-MEDAK              | 33-Siddipet, 34-Medak, 37-Narsapur, 39-Sangareddy, 40-Patancheru, 41-Dubbak, 42-Gajwel                                              |
| 7-MALKAJGIRI         | 43-Medchal, 44-Malkajgiri, 45-Qutbullapur, 46-Kukatpalle, 47-Uppal, 49-Lal Bahadur Nagar, 71-Secunderabad Cantt. (SC)               |
| 8-SECUNDERABAD       | 57-Musheerabad, 59-Amberpet, 60-Khairatabad, 61-Jubilee Hills, 62-Sanathnagar, 63-Nampally, 70-Secunderabad                         |
| 9-HYDERABAD          | 58-Malakpet, 64-Karwan, 65-Goshamahal, 66-Charminar, 67-Chandrayangutta, 68-Yakutpura, 69-Bahadurpura                               |
| 10-CHEVELLA          | 50-Maheswaram, 51-Rajendranagar, 52-Serilingampally, 53-Chevella (SC), 54-Pargi, 55-Vicarabad (SC), 56-Tandur                       |
| 11-MAHBUBNAGAR       | 72-Kodangal, 73-Narayanpet, 74-Mahbubnagar, 75-Jadcherla, 76-Devarkadra, 77-Makthal, 84-Shadnagar                                   |
| 12-NAGARKURNOOL (SC) | 78-Wanaparthy, 79-Gadwal, 80-Alampur (SC), 81-Nagarkurnool, 82-Achampet (SC), 83-Kalwakurthy, 85-Kollapur                           |
| 13-NALGONDA          | 86-Devarakonda (ST), 87-Nagarjuna Sagar, 88-Miryalaguda, 89-Huzurnagar, 90-Kodad, 91-Suryapet, 92-Nalgonda                          |
| 14-BHONGIR           | 48-Ibrahimpatnam, 93-Munugode, 94-Bhongir, 95-Nakrekal (SC), 96-Thungathurthi (SC), 97-Alair, 98-Jangaon                            |
| 15-WARANGAL (SC)     | 99-Ghanpur (Station) (SC), 100-Palakurthi, 104-Parkal, 105-Warangal West, 106-Warangal East, 107-Wardhannapet (SC), 108-Bhupalpalle |
| 16-MAHABUBABAD (ST)  | 101-Dornakal (ST), 102-Mahabubabad (ST), 103-Narsampet, 109-Mulug (ST), 110-Pinapaka (ST), 111-Yellandu (ST), 119-Bhadrachalam (ST) |
| 17-KHAMMAM           | 112-Khammam, 113-Palair, 114-Madhira (SC), 115-Wyra (ST), 116-Sathupalle (SC), 117-Kothagudem, 118-Aswaraopeta (ST)                 |

## Tripura

Die 2 Lok Sabha-Wahlkreise in Tripura

Die 60 Wahlkreise zum Parlament von Tripura:

Tripura hat 2 Lok Sabha-Wahlkreise, von denen einer (2-TRIPURA EAST) für scheduled tribes reserviert ist. Beide Wahlkreise zerfallen in je 30 Wahlkreise für das Regionalparlament des Bundesstaats (darunter befinden sich 19 für scheduled tribes und 10 für scheduled castes).
| Lok Sabha-Wahlkreis | Wahlkreise zum Parlament von Tripura |
| ------------------- | --- |
| 1-TRIPURA WEST      | 1-Simna (ST), 2-Mohanpur, 3-Bamutia (SC), 4-Barjala (SC), 5-Khayerpur, 6-Agartala, 7-Ramnagar, 8-Town Bordowali, 9-Banamalipur, 10-Majlishpur, 11-Mandaibazar (ST), 12-Takarjala (ST), 13-Pratapgarh (SC), 14-Badharghat (SC), 15-Kamalasagar, 16-Bishalgarh, 17-Golaghati (ST), 18-Suryamaninagar, 19-Charilam (ST), 20-Boxanagar, 21-Nalchar (SC), 22-Sonamura, 23-Dhanpur, 30-Bagma (ST), 31-Radhakishorepur, 32-Matarbari, 33-Kakraban-Salgarh (SC), 34-Rajnagar (SC), 35-Belonia, 36-Santirbazar                                   |
| 2-TRIPURA EAST (ST) | 24-Ramchandraghat (ST), 25-Khowai, 26-Asharambari, (ST), 27-Kalyanpur-Pramodenagar, 28-Teliamura, 29-Krishnapur (ST), 37-Hrishyamukh, 38-Jolaibari (ST), 39-Manu (ST) 40-Sabroom, 41-Ampinagar (ST), 42-Amarpur, 43-Karbook (ST), 44-Raima Valley (ST), 45-Kamalpur, 46-Surma (SC), 47-Ambassa (ST), 48-Karamchhara (ST), 49-Chhawmanu (ST), 50-Pabiachhara (SC), 51-Fatikroy (SC), 52-Chandipur, 53-Kailasahar, 54-Kadamtala-Kurti, 55-Bagbassa, 56-Dharmanagar, 57-Jubarajnagar, 58-Panisagar, 59-Penchathal (ST), 60-Kanchanpur (ST) |

## Uttarakhand

Die 5 Lok Sabha-Wahlkreise in Uttarakhand:

Die 70 Wahlkreise zum Parlament von Uttarakhand:

Uttarakhand hat fünf Lok Sabha-Wahlkreise (davon einer für scheduled castes). Jeder Lok Sabha-Wahlkreis ist in 14 Wahlkreise für das Regionalparlament aufgeteilt (insgesamt 70 Wahlkreise, davon zwei für scheduled tribes und 13 für scheduled castes).
| Lok Sabha-Wahlkreis          | Wahlkreise zum Parlament von Uttarakhand |
| ---------------------------- | --- |
| 1-TEHRI GARHWAL              | 1-Purola (SC), 2-Yamunotri, 3-Gangotri, 9-Ghanshali (SC), 12-Pratapnagar, 13-Tehri, 14-Dhanolti, 15-Chakrata (ST), 16-Vikasnagar, 17-Sahaspur, 19-Raipur, 20-Rajpur Road (SC), 21-Dehradun Cantt., 22-Mussoorie    |
| 2-GARHWAL                    | 4-Badrinath, 5-Tharali (SC), 6-Karnprayag, 7-Kedarnath, 8-Rudraprayag, 10-Deoprayag, 11-Narendranagar, 36-Yamkeshwar, 37-Pauri (SC), 38-Srinagar, 39-Chaubattakhal, 40-Lansdowne, 41-Kotdwar, 61-Ramnagar          |
| 3-ALMORA (SC)                | 42-Dharchula, 43-Didihat, 44-Pithoragarh, 45-Gangolihat (SC), 46-Kapkote, 47-Bageshwar (SC), 48-Dwarahat, 49-Salt, 50-Ranikhet, 51-Someshwar (SC), 52-Almora, 53-Jageshwar, 54-Lohagat, 55-Champawat               |
| 4-NAINITAL-UDHAM SINGH NAGAR | 56-Lalkuwa, 57-Bhimtal, 58-Nainital (SC), 59-Haldwani, 60-Kaladhungi, 62-Jaspur, 63-Kashipur, 64-Bajpur (SC), 65-Gadarpur, 66-Rudrapur, 67-Kichha, 68-Sitarganj, 69-Nanak Matta (ST), 70-Khatima                   |
| 5-HARDWAR                    | 18-Dharampur, 23-Doiwala, 24-Rishikesh, 25-Hardwar, 26-B.H.E.L. Ranipur, 27-Jwalapur (SC), 28-Bhagwanpur (SC), 29-Jhabrera (SC), 30-Pirankaliyar, 31-Roorkee, 32-Khanpur, 33-Manglaur, 34-Laksar, 35-Hardwar Rural |

## Uttar Pradesh

Die 80 Lok Sabha-Wahlkreise in Uttar Pradesh:

Die 403 Wahlkreise zum Parlament von Uttar Pradesh:

Uttar Pradesh ist in 80 Lok Sabha-Wahlkreise unterteilt (darunter 17 für scheduled castes). Jeder Lok Sabha-Wahlkreis ist in fünf Wahlkreise für das Regionalparlament aufgeteilt, mit Ausnahme der Wahlkreise 27, 33 und 49, die jeweils sechs Wahlkreise beinhalten. Insgesamt ergeben sich damit 403 Wahlkreise für das Regionalparlament (darunter 85 für scheduled castes).
| Lok Sabha-Wahlkreis    | Wahlkreise zum Parlament von Uttar Pradesh                                                             |
| ---------------------- | --- |
| 1-SAHARANPUR           | 1-Behat, 3-Saharanpur Nagar, 4-Saharanpur, 5-Deoband, 6-Rampur Maniharan (SC)                          |
| 2-KAIRANA              | 2-Nakur, 7-Gangoh, 8-Kairana, 9-Thana Bhawan, 10-Shamli                                                |
| 3-MUZAFFARNAGAR        | 11-Budhana, 12-Charthawal, 14-Muzaffar Nagar, 15-Khatauli, 44-Sardhana                                 |
| 4-BIJNOR               | 13-Purqazi (SC), 16-Meerapur, 22-Bijnor, 23-Chandpur, 45-Hastinapur (SC)                               |
| 5-NAGINA (SC)          | 17-Najibabad, 18-Nagina (SC), 20-Dhampur, 21-Nehtaur (SC), 24-Noorpur                                  |
| 6-MORADABAD            | 19-Barhapur, 25-Kanth, 26-Thakurdwara, 27-Moradabad Rural, 28-Moradabad Nagar                          |
| 7-RAMPUR               | 34-Suar, 35-Chamraua, 36-Bilaspur, 37-Rampur, 38-Milak (SC)                                            |
| 8-SAMBHAL              | 29-Kundarki, 30-Bilari, 31-Chandausi (SC), 32-Asmoli, 33-Sambhal                                       |
| 9-AMROHA               | 39-Dhanaura (SC), 40-Naugawan Sadat, 41-Amroha, 42-Hasanpur, 60-Garhmukteshwar                         |
| 10-MEERUT              | 46-Kithore, 47-Meerut Cant, 48-Meerut, 49-Meerut South, 59-Hapur (SC)                                  |
| 11-BAGHPAT             | 43-Siwalkhas, 50-Chhaprauli, 51-Baraut, 52-Baghpat, 57-Modi Nagar                                      |
| 12-GHAZIABAD           | 53-Loni, 54-Muradnagar, 55-Sahibabad, 56-Ghaziabad, 58-Dhaulana                                        |
| 13-GAUTAM BUDDHA NAGAR | 61-Noida, 62-Dadri, 63-Jewar, 64-Sikandrabad, 70-Khurja (SC)                                           |
| 14-BULANDSHAHR (SC)    | 65-Bulandshahr, 66-Syana, 67-Anupshahr, 68-Debai, 69-Shikarpur                                         |
| 15-ALIGARH             | 71-Khair (SC), 72-Baroli, 73-Atrauli, 75-Koil, 76-Aligarh                                              |
| 16-HATHRAS (SC)        | 74-Chharra, 77-Iglas (SC), 78-Hathras (SC), 79-Sadabad, 80-Sikandra Rao                                |
| 17-MATHURA             | 81-Chhata, 82-Mant, 83-Goverdhan, 84-Mathura, 85-Baldev (SC)                                           |
| 18-AGRA (SC)           | 86-Etmadpur, 87-Agra Cantt. (SC), 88-Agra South, 89-Agra North, 106-Jalesar (SC)                       |
| 19-FATEHPUR SIKRI      | 90-Agra Rural (SC), 91-Fatehpur Sikri, 92-Kheragarh, 93-Fatehabad, 94-Bah                              |
| 20-FIROZABAD           | 95-Tundla (SC), 96-Jasrana, 97-Firozabad, 98-Shikohabad, 99-Sirsaganj                                  |
| 21-MAINPURI            | 107-Mainpuri, 108-Bhongaon, 109-Kishni (SC), 110-Karhal, 199-Jaswantnagar                              |
| 22-ETAH                | 100-Kasganj, 101-Amanpur, 102-Patiyali, 104-Etah, 105-Marhara                                          |
| 23-BADAUN              | 111-Gunnaur, 112-Bisauli (SC), 113-Sahaswan, 114-Bilsi, 115-Badaun                                     |
| 24-AONLA               | 116-Shekhupur, 117-Dataganj, 122-Faridpur (SC), 123-Bithari Chainpur, 126-Aonla                        |
| 25-BAREILLY            | 119-Meerganj, 120-Bhojipura, 121-Nawabganj, 124-Bareilly, 125-Bareilly Cantt                           |
| 26-PILIBHIT            | 118-Baheri, 127-Pilibhit, 128-Barkhera, 129-Puranpur (SC), 130-Bisalpur                                |
| 27-SHAHJAHANPUR (SC)   | 131-Katra, 132-Jalalabad, 133-Tilhar, 134-Powayan (SC), 135-Shahjahanpur, 136-Dadral                   |
| 28-KHERI               | 137-Palia, 138-Nighasan, 139-Gola Gokrannath, 140-Sri Nagar (SC), 142-Lakhimpur                        |
| 29-DHAURAHRA           | 141-Dhaurahra, 143-Kasta (SC), 144-Mohammdi, 145-Maholi, 147-Hargaon (SC)                              |
| 30-SITAPUR             | 146-Sitapur, 148-Laharpur, 149-Biswan, 150-Sevata, 151-Mahmoodabad                                     |
| 31-HARDOI (SC)         | 154-Sawayazpur, 155-Shahabad, 156-Hardoi, 157-Gopamau (SC), 158-Sandi (SC)                             |
| 32-MISRIKH (SC)        | 153-Misrikh (SC), 159-Bilgram-Mallanwan, 160-Balamau (SC), 161-Sandila, 209-Bilhaur (SC)               |
| 33-UNNAO               | 162-Bangermau, 163-Safipur (SC), 164-Mohan (SC), 165-Unnao, 166-Bhagwantnagar, 167-Purwa               |
| 34-MOHANLALGANJ (SC)   | 152-Sidhauli (SC), 168-Malihabad (SC), 169-Bakshi Kaa Talab, 170-Sarojini Nagar, 176-Mohanlalganj (SC) |
| 35-LUCKNOW             | 171-Lucknow West, 172-Lucknow North, 173-Lucknow East, 174-Lucknow Central, 175-Lucknow Cantt          |
| 36-RAE BARELI          | 177-Bachhrawan (SC), 179-Harchandpur, 180-Rae Bareli, 182-Sareni, 183-Unchahar                         |
| 37-AMETHI              | 178-Tiloi, 181-Salon (SC), 184-Jagdishpur (SC), 185-Gauriganj, 186-Amethi                              |
| 38-SULTANPUR           | 187-Isauli, 188-Sultanpur, 189-Sadar, 190-Lambhua, 191-Kadipur (SC)                                    |
| 39-PRATAPGARH          | 244-Rampur Khas, 247-Vishwanath Ganj, 248-Pratapgarh, 249-Patti, 250-Raniganj                          |
| 40-FARRUKHABAD         | 103-Aliganj, 192-Kaimganj (SC), 193-Amritpur, 194-Farrukhabad, 195-Bhojpur                             |
| 41-ETAWAH (SC)         | 200-Etawah, 201-Bharthana (SC), 203-Dibiyapur, 204-Auraiya (SC), 207-Sikandra                          |
| 42-KANNAUJ             | 196-Chhibramau, 197-Tirwa, 198-Kannauj (SC), 202-Bidhuna, 205-Rasulabad (SC)                           |
| 43-KANPUR              | 212-Govindnagar, 213-Sishamau, 214-Arya Nagar, 215-Kidwai Nagar, 216-Kanpur Cantt                      |
| 44-AKBARPUR            | 206-Akbarpur-Raniya, 210-Bithoor, 211-Kalyanpur, 217-Maharajpur, 218-Ghatampur (SC)                    |
| 45-JALAUN (SC)         | 208-Bhognipur, 219-Madhaugarh, 220-Kalpi, 221-Orai (SC), 225-Garautha                                  |
| 46-JHANSI              | 222-Babina, 223-Jhansi Nagar, 224-Mauranipur (SC), 226-Lalitpur, 227-Mehroni (SC)                      |
| 47-HAMIRPUR            | 228-Hamirpur, 229-Rath (SC), 230-Mahoba, 231-Charkhari, 232-Tindwari                                   |
| 48-BANDA               | 233-Baberu, 234-Naraini (SC), 235-Banda, 236-Chitrakoot, 237-Manikpur                                  |
| 49-FATEHPUR            | 238-Jahanabad, 239-Bindki, 240-Fatehpur, 241-Ayah Shah, 242-Husainganj, 243-Khaga (SC)                 |
| 50-KAUSHAMBI (SC)      | 245-Babaganj (SC), 246-Kunda, 251-Sirathu, 252-Manjhanpur (SC), 253-Chail                              |
| 51-PHULPUR             | 254-Phaphamau, 255-Soraon (SC), 256-Phulpur, 261-Allahabad West, 262-Allahabad North                   |
| 52-ALLAHABAD           | 259-Meja, 260-Karachhana, 263-Allahabad South, 264-Bara (SC), 265-Koraon (SC)                          |
| 53-BARABANKI (SC)      | 266-Kursi, 267-Ram Nagar, 268-Barabanki, 269-Zaidpur (SC), 272-Haidergarh (SC)                         |
| 54-FAIZABAD            | 270-Dariyabad, 271-Rudauli, 273-Milkipur (SC), 274-Bikapur, 275-Ayodhya                                |
| 55-AMBEDKAR NAGAR      | 276-Goshainganj, 277-Katehari, 278-Tanda, 280-Jalalpur, 281-Akbarpur                                   |
| 56-BAHRAICH (SC)       | 282-Balha (SC), 283-Nanpara, 284-Matera, 285-Mahasi, 286-Bahraich                                      |
| 57-KAISERGANJ          | 287-Payagpur, 288-Kaiserganj, 297-Katra Bazar, 298-Colonelganj, 299-Tarabganj                          |
| 58-SHRAWASTI           | 289-Bhinga, 290-Shrawasti, 291-Tulsipur, 292-Gainsari, 294-Balrampur (SC)                              |
| 59-GONDA               | 293-Utraula, 295-Mehnaun, 296-Gonda, 300-Mankapur (SC), 301-Gaura                                      |
| 60-DOMARIYAGANJ        | 302-Shohratgarh, 303-Kapilvastu (SC), 304-Bansi, 305-Itwa, 306-Domariyaganj                            |
| 61-BASTI               | 307-Harraiya, 308-Kaptanganj, 309-Rudhauli, 310-Basti Sadar, 311-Mahadewa (SC)                         |
| 62-SANT KABIR NAGAR    | 279-Alapur (SC), 312-Menhdawal, 313-Khalilabad, 314-Dhanghata (SC), 325-Khajani (SC)                   |
| 63-MAHARAJGANJ         | 315-Pharenda, 316-Nautanwa, 317-Siswa, 318-Maharajganj (SC), 319-Paniyara                              |
| 64-GORAKHPUR           | 320-Caimpiyarganj, 321-Pipraich, 322-Gorakhpur Urban, 323-Gorakhpur Rural, 324-Sahajanwa               |
| 65-KUSHI NAGAR         | 329-Khadda, 330-Padrauna, 333-Kushinagar, 334-Hata, 335-Ramkola (SC)                                   |
| 66-DEORIA              | 331-Tamkuhi Raj, 332-Fazilnagar, 337-Deoria, 338-Pathardeva, 339-Rampur Karkhana                       |
| 67-BANSGAON (SC)       | 326-Chauri-Chaura, 327-Bansgaon (SC), 328-Chillupar, 336-Rudrapur, 342-Barhaj                          |
| 68-LALGANJ (SC)        | 343-Atrauliya, 348-Nizamabad, 349-Phoolpur-Pawai, 350-Didarganj, 351-Lalganj (SC)                      |
| 69-AZAMGARH            | 344-Gopalpur, 345-Sagri, 346-Mubarakpur, 347-Azamgarh, 352-Mehnagar (SC)                               |
| 70-GHOSI               | 353-Madhuban, 354-Ghosi, 355-Muhammadabad-Gohna (SC), 356-Mau, 358-Rasara                              |
| 71-SALEMPUR            | 340-Bhatpar Rani, 341-Salempur (SC), 357-Belthara Road (SC), 359-Sikanderpur, 362-Bansdih              |
| 72-BALLIA              | 360-Phephana, 361-Ballia Nagar, 363-Bairia 377-Zahoorabad, 378-Mohammadabad                            |
| 73-JAUNPUR             | 364-Badlapur, 365-Shahganj, 366-Jaunpur, 367-Malhani, 368-Mungra Badshahpur                            |
| 74-MACHHLISHAHR (SC)   | 369-Machhlishahr (SC), 370-Mariyahu, 371-Zafrabad, 372-Kerakat (SC), 384-Pindra                        |
| 75-GHAZIPUR            | 373-Jakhanian (SC), 374-Saidpur (SC), 375-Ghazipur, 376-Jangipur, 379-Zamania                          |
| 76-CHANDAULI           | 380-Mughalsarai, 381-Sakaldiha, 382-Saiyadraja, 385-Ajagara (SC), 386-Shivpur                          |
| 77-VARANASI            | 387-Rohaniya, 388-Varanasi North, 389-Varanasi South, 390-Varanasi Cantt, 391-Sevapuri                 |
| 78-BHADOHI             | 257-Pratappur, 258-Handia, 392-Bhadohi, 393-Gyanpur, 394-Aurai (SC)                                    |
| 79-MIRZAPUR            | 395-Chhanbey (SC), 396-Mirzapur, 397-Majhawan, 398-Chunar, 399-Marihan                                 |
| 80-ROBERTSGANJ (SC)    | 383-Chakia (SC), 400-Ghorawal, 401-Robertsganj, 402-Obra, 403-Duddhi (SC)                              |

## Westbengalen

Die 42 Lok Sabha-Wahlkreise in Westbengalen:

Die 294 Wahlkreise zum Parlament von Westbengalen:

Westbengalen hat 42 Lok Sabha-Wahlkreise, von denen zwei für scheduled tribes und 10 für scheduled castes reserviert sind. Jeder Lok Sabha-Wahlkreis ist in 7 Wahlkreise für das Regionalparlament aufgeteilt, so dass es hierfür insgesamt 294 Wahlkreise gibt. Von diesen sind 16 scheduled tribes und 68 scheduled castes vorbehalten.
| Lok Sabha-Wahlkreis     | Wahlkreise zum Parlament von Westbengalen |
| ----------------------- | --- |
| 1-COOCHBEHAR (SC)       | 2-Mathabhanga (SC), 3-Coochbehar Uttar (SC), 4-Coochbehar Dakshin, 5-Sitalkuchi (SC), 6-Sitai (SC), 7-Dinhata, 8-Natabari                     |
| 2-ALIPURDUARS (ST)      | 9-Tufanganj, 10-Kumargram (ST), 11-Kalchini (ST), 12-Alipurduars, 13-Falakata (SC), 14-Madarihat (ST), 21-Nagrakata (ST)                      |
| 3-JALPAIGURI (SC)       | 1-Mekliganj (SC), 15-Dhupguri (SC), 16-Maynaguri (SC), 17-Jalpaiguri (SC), 18-Rajganj (SC), 19-Dabgramfulbari, 20-Mal (ST)                    |
| 4-DARJEELING            | 22-Kalimpong, 23-Darjeeling, 24-Kurseong, 25-Matigara-Naxalbari (SC), 26-Siliguri, 27-Phansidewa (ST), 28-Chopra                              |
| 5-RAIGANJ               | 29-Islampur, 30-Goalpokhar, 31-Chakulia, 32-Karandighi, 33-Hemtabad (SC), 34-Kaliaganj (SC), 35-Raiganj                                       |
| 6-BALURGHAT             | 36-Itahar, 37-Kushmandi (SC), 38-Kumarganj, 39-Balurghat, 40-Tapan(ST), 41-Gangarampur (SC), 42-Harirampur                                    |
| 7-MALDAHA UTTAR         | 43-Habibpur (ST), 44-Gazole (SC), 45-Chanchal, 46-Harischandrapur, 47-Malatipur, 48-Ratua, 50-Maldaha (SC)                                    |
| 8-MALDAHA DAKSHIN       | 49-Manikchak, 51-English Bazar, 52-Mothabari, 53-Sujapur, 54-Baisnabnagar, 55-Farakka, 56-Samserganj                                          |
| 9-JANGIPUR              | 57-Suti, 58-Jangipur, 59-Raghunathganj, 60-Sagardighi, 61-Lalgola, 65-Nabagram (SC), 66-Khargram (SC)                                         |
| 10-BAHARAMPUR           | 67-Burwan (SC), 68-Kandi, 69-Bharatpur, 70-Rejinagar, 71-Beldanga, 72-Baharampur, 74-Nowda                                                    |
| 11-MURSHIDABAD          | 62-Bhagawangola, 63-Raninagar, 64-Murshidabad, 73-Hariharpara, 75-Domkal, 76-Jalangi, 77-Karimpur                                             |
| 12-KRISHNANAGAR         | 78-Tehatta, 79-Palashipara, 80-Kaliganj, 81-Nakashipara, 82-Chapra, 83-Krishnanagar Uttar, 85-Krishnanagar Dakshin                            |
| 13-RANAGHAT (SC)        | 84-Nabadwip, 86-Santipur, 87-Ranaghat Uttar Paschim, 88-Krishnaganj (SC), 89-Ranaghat Uttar Purba (SC), 90-Ranaghat Dakshin (SC), 91-Chakdaha |
| 14-BANGAON (SC)         | 92-Kalyani (SC), 93-Haringhata (SC), 94-Bagda (SC), 95-Bangaon Uttar (SC), 96-Bangaon Dakshin (SC), 97-Gaighata (SC), 98-Swarupnagar (SC)     |
| 15-BARRACKPUR           | 102-Amdanga, 103-Bijpur, 104-Naihati, 105-Bhatpara, 106-Jagatdal, 107-Noapara, 108-Barrackpur                                                 |
| 16-DUM DUM              | 109-Khardaha, 110-Dum Dum Uttar, 111-Panihati, 112-Kamarhati, 113-Baranagar, 114-Dum Dum, 117-Rajarhat Gopalpur                               |
| 17-BARASAT              | 100-Habra, 101-Ashoknagar, 115-Rajarhat New Town, 116-Bidhannagar, 118-Madhyamgram, 119-Barasat, 120-Deganga                                  |
| 18-BASIRHAT             | 99-Baduria, 121-Haroa, 122-Minakhan (SC), 123-Sandeshkhali (ST), 124-Basirhat Dakshin, 125-Basirhat Uttar, 126-Hingalganj (SC)                |
| 19-JAYNAGAR (SC)        | 127-Gosaba (SC), 128-Basanti (SC), 129-Kultali (SC), 136-Jaynagar (SC), 138-Canning Paschim (SC), 139-Canning Purba, 141-Magrahat Purba (SC)  |
| 20-MATHURAPUR (SC)      | 130-Patharpratima, 131-Kakdwip, 132-Sagar, 133-Kulpi, 134-Raidighi, 135-Mandirbazar (SC), 142-Magrahat Paschim                                |
| 21-DIAMOND HARBOUR      | 143-Diamond Harbour, 144-Falta, 145-Satgachhia, 146-Bishnupur (SC), 155-Maheshtala, 156-Budge Budge, 157-Metiaburuz                           |
| 22-JADAVPUR             | 137-Baruipur Purba (SC), 140-Baruipur Paschim, 147-Sonarpur Dakshin, 148-Bhangar, 150-Jadavpur, 151-Sonarpur Uttar, 152-Tollyganj             |
| 23-KOLKATA DAKSHIN      | 149-Kasba, 153-Behala Purba, 154-Behala Paschim, 158-Kolkata Port, 159-Bhabanipur, 160-Rashbehari, 161-Ballygunge                             |
| 24-KOLKATA UTTAR        | 162-Chowrangee, 163-Entally, 164-Beleghata, 165-Jorasanko, 166-Shyampukur, 167-Maniktala, 168-Kashipur-Belgachhia                             |
| 25-HOWRAH               | 169-Bally, 170-Howrah Uttar, 171-Howrah Madhya, 172-Shibpur, 173-Howrah Dakshin, 174-Sankrail (SC), 175-Panchla                               |
| 26-ULUBERIA             | 176-Uluberia Purba, 177-Uluberia Uttar (SC), 178-Uluberia Dakshin, 179-Shyampur, 180-Bagnan, 181-Amta, 182-Udaynarayanpur                     |
| 27-SREERAMPUR           | 183-Jagatballavpur, 184-Domjur, 185-Uttarpara, 186-Sreerampur, 187-Champdani, 194-Chanditala, 195-Jangipara                                   |
| 28-HOOGHLY              | 188-Singur, 189-Chandannagar, 190-Chunchura, 191-Balagarh (SC), 192-Pandua, 193-Saptagram, 197-Dhanekhali (SC)                                |
| 29-ARAMBAG (SC)         | 196-Haripal, 198-Tarakeswar, 199-Pursurah, 200-Arambag (SC), 201-Goghat (SC), 202-Khanakul, 232-Chandrakona (SC)                              |
| 30-TAMLUK               | 203-Tamluk, 204-Panskura Purba, 206-Moyna, 207-Nandakumar, 208-Mahisadal, 209-Haldia (SC), 210-Nandigram                                      |
| 31-KANTHI               | 211-Chandipur, 212-Patashpur, 213-Kanthi Uttar, 214-Bhagabanpur, 215-Khejuri (SC), 216-Kanthi Dakshin, 217-Ramnagar                           |
| 32-GHATAL               | 205-Panskura Paschim, 226-Sabang, 227-Pingla, 229-Debra, 230-Daspur, 231-Ghatal (SC), 235-Keshpur (SC)                                        |
| 33-JHARGRAM (ST)        | 220-Nayagram (ST), 221-Gopiballavpur, 222-Jhargram, 233-Garbeta, 234-Salboni, 237-Binpur (ST), 238-Bandwan (ST)                               |
| 34-MEDINIPUR            | 218-Egra, 219-Dantan, 223-Keshiary (ST), 224-Kharagpur Sadar, 225-Narayangarh, 228-Kharagpur, 236-Medinipur                                   |
| 35-PURULIA              | 239-Balarampur, 240-Baghmundi, 241-Joypur, 242-Purulia, 243-Manbazar (ST), 244-Kashipur, 245-Para (SC)                                        |
| 36-BANKURA              | 246-Raghunathpur (SC), 247-Saltora (SC), 248-Chhatna, 249-Ranibandh (ST), 250-Raipur (ST), 251-Taldangra, 252-Bankura                         |
| 37-BISHNUPUR (SC)       | 253-Barjora, 254-Onda, 255-Bishnupur, 256-Katulpur (SC), 257-Indus (SC), 258-Sonamukhi (SC), 259-Khandaghosh (SC)                             |
| 38-BARDHAMAN PURBA (SC) | 261-Raina (SC), 262-Jamalpur (SC), 264-Kalna (SC), 265-Memari, 268-Purbasthali Dakshin, 269-Purbasthali Uttar, 270-Katwa                      |
| 39-BARDHAMANDURGAPUR    | 260-Bardhaman Dakshin, 263-Monteswar, 266-Bardhaman Uttar (SC), 267-Bhatar, 274-Galsi (SC), 276-Durgapur Purba, 277-Durgapur Paschim          |
| 40-ASANSOL              | 275-Pandabeswar, 278-Raniganj, 279-Jamuria, 280-Asansol Dakshin, 281-Asansol Uttar, 282-Kulti, 283-Barabani                                   |
| 41-BOLPUR (SC)          | 271-Ketugram, 272-Mangalkot, 273-Ausgram (SC), 286-Bolpur, 287-Nanoor (SC), 288-Labpur, 290-Mayureswar                                        |
| 42-BIRBHUM              | 284-Dubrajpur (SC), 285-Suri, 289-Sainthia (SC), 291-Rampurhat, 292-Hansan, 293-Nalhati, 294-Murarai                                          |